# Neuss
Neuss (bis 1968 offiziell Neuß geschrieben, im regionalen Dialekt Nüss sowie lateinisch Novaesium) ist eine Großstadt im Rhein-Kreis Neuss in Nordrhein-Westfalen. Sie liegt am linken Niederrhein auf der gegenüberliegenden Rheinseite der Landeshauptstadt Düsseldorf. Sie ist als Mittelzentrum die bevölkerungsreichste Stadt des Rhein-Kreises Neuss. Auf der Liste der Großstädte in Deutschland belegt sie Platz 56. Die Stadt ist vor allem für ihre römische Vergangenheit, den Rheinhafen und das Neusser Bürger-Schützenfest bekannt. 1984 beging sie ihre 2000-Jahr-Feier und zählt damit zu den ältesten Städten Deutschlands.

## Geographie
Neuss liegt am linken Niederrhein auf einer Niederterrasse gegenüber von Düsseldorf, an der Mündung der Erft in den Rhein. Die höchste Erhebung im Stadtgebiet befindet sich in der Nähe des Stadtteils Holzheim und beträgt 67,5 m, die tiefste Stelle befindet sich im Bereich der südlichen Stadtgrenze und beträgt 30 m ü. NN. Die größte Ausdehnung des Stadtgebiets beträgt in Nord-Süd-Richtung 13,2 km und in West-Ost-Richtung 12,8 km. Auch wenn Neuss grundsätzlich am Ostrand des Rhein-Kreises Neuss liegt, befindet sich auch der geographische Mittelpunkt des Kreises noch innerhalb des Stadtgebietes von Neuss (bei Gut Hombroich).
Es gibt eine Reihe von Naturschutzgebieten und Landschaftsschutzgebieten, siehe Liste der Naturschutzgebiete im Rhein-Kreis Neuss und Liste der Landschaftsschutzgebiete im Rhein-Kreis Neuss.

### Nachbargemeinden
Folgende Städte und Gemeinden grenzen an die Stadt Neuss. Sie werden im Uhrzeigersinn, beginnend im Osten genannt:
Düsseldorf (kreisfreie Stadt) sowie Dormagen, Grevenbroich, Korschenbroich, Kaarst und Meerbusch (alle Rhein-Kreis Neuss)

### Stadtgliederung
Im Gebiet der Stadt Neuss werden folgende acht Stadtbezirke gebildet:

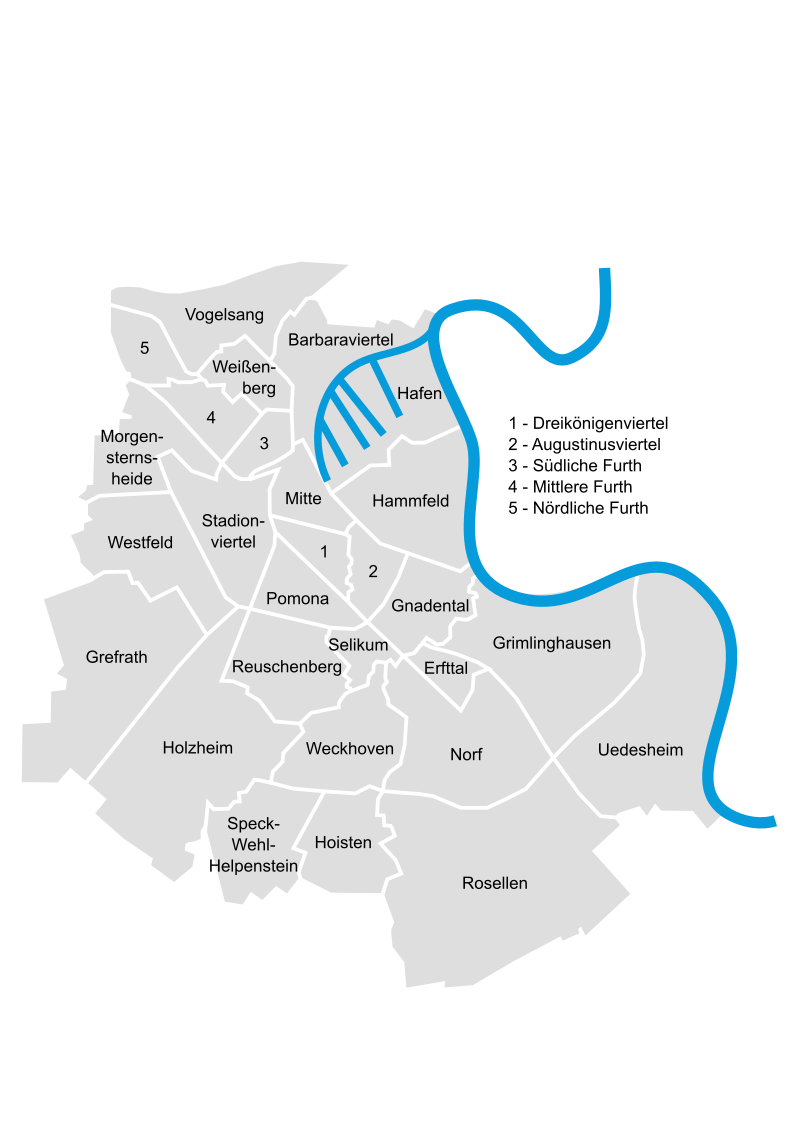
Stadtgliederung Neuss’

- Stadtbezirk I: Innenstadt/Hammfeld, Stadtmitte, Hermannsplatz, Stadionviertel, Dreikönigenviertel/Pomona, Baldhof, Obererft/Meertal
- Stadtbezirk II: Barbaraviertel/Bolssiedlung, Neusserfurth, Morgensternsheide, Kaarster Brücke, Weißenberg, Vogelsang, Berliner Platz
- Stadtbezirk III: Selikum/Reuschenberg, Weckhoven, Reuschenberg/Weckhoven, Hoisten
- Stadtbezirk IV: Holzheim, Grefrath/Holzheim-Nord
- Stadtbezirk V: Norf, Derikum
- Stadtbezirk VI: Gnadental, Grimlinghausen, Erfttal
- Stadtbezirk VII: Uedesheim
- Stadtbezirk VIII: Rosellen, Rosellerheide/Neuenbaum, Allerheiligen

Das Stadtgebiet ist weiterhin in Statistische Bezirke eingeteilt. Diese sind fortlaufend nummeriert und haben einen Namen:
1 Innenstadt, 2 Dreikönigenviertel, 3 Hafengebiet, 4 Hammfeld, 5 Augustinusviertel, 6 Gnadental, 7 Grimlinghausen, 8 Uedesheim, 9 Weckhoven, 10 Erfttal, 11 Selikum, 12 Reuschenberg, 13 Pomona, 14 Stadionviertel, 15 Westfeld, 16 Morgensternsheide, 17 Furth-Süd, 18 Furth-Mitte, 19 Furth-Nord, 20 Weißenberg, 21 Vogelsang, 22 Barbaraviertel, 23 Holzheim, 24 Grefrath, 25 Hoisten, 26 Speck / Wehl / Helpenstein, 27 Norf, 28 Rosellen.
Zu einigen Bezirken gehören separat gelegene Wohnplätze mit eigenem, teilweise mit dem Bezirk übereinstimmendem Namen: Allerheiligen, Bettikum, Derikum, Dirkes, Elvekum, Erfttal Ost, Erfttal West, Gier, Grefrath, Gruissem-Ost, Helpenstein, Am Kreitz, Kuckhof, Lanzerath, Löveling, Minkel, Rheinparkcenter, Röckrath, Rosellerheide/Neuenbaum, Schlicherum, Speck, Stüttgen, Wehl und Rott.

## Geschichte

### Römische Zeit

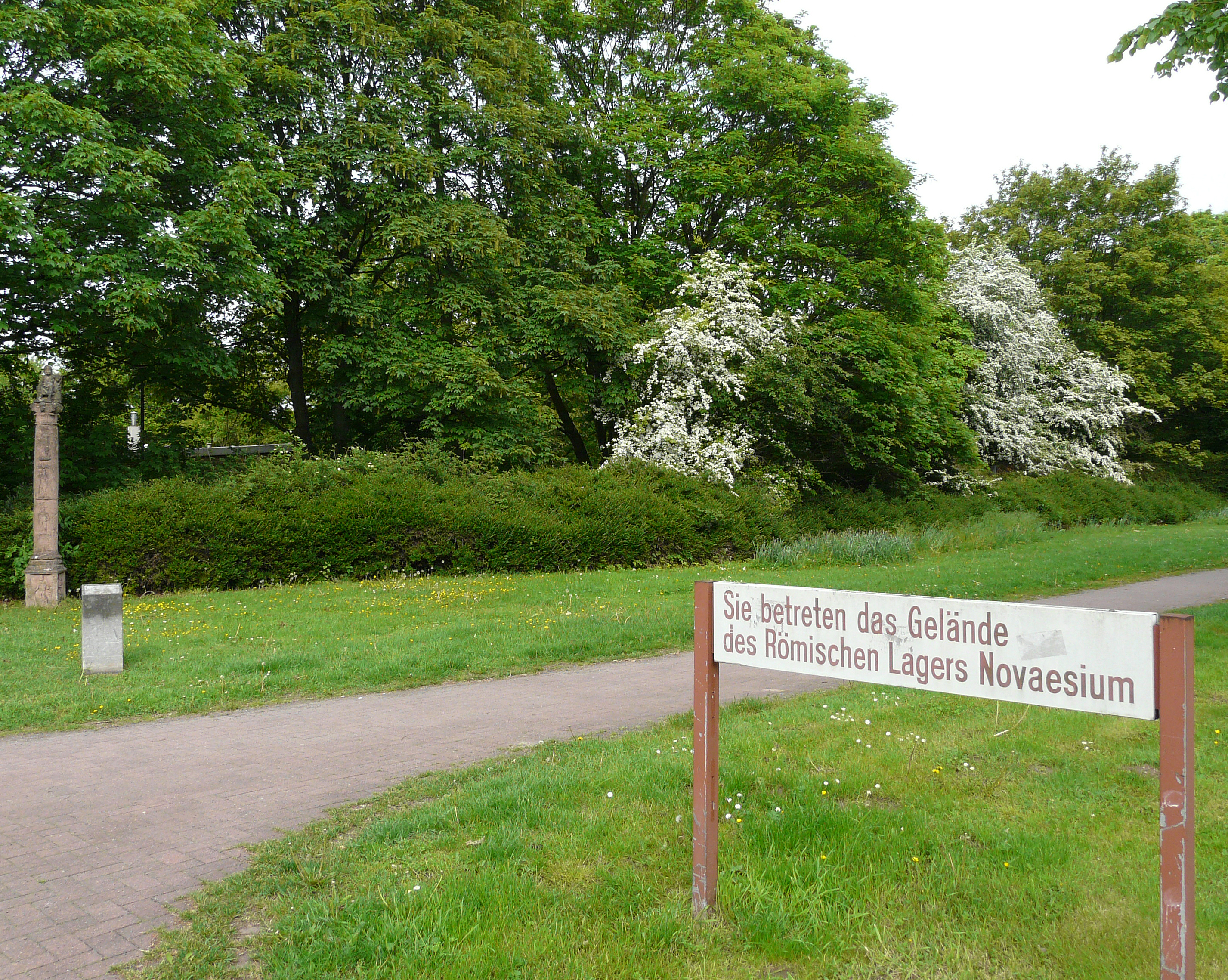
Bereich des ehemaligen römischen Legionslagers

#### Novaesium
Neuss ist eine der ältesten Städte Deutschlands. Bereits um das Jahr 16 v. Chr. errichteten römische Soldaten an der Mündung der Erft in den Rhein, etwa 2,5 km südöstlich der heutigen Altstadt, eine Befestigung aus Holz und Erde. Der Platz, an dem sich vermutlich schon eine kelto-germanische Vorgängersiedlung befand, war strategisch gewählt, lag er doch einerseits am Endpunkt einer römischen Fernstraße, die durch das von Caesar eroberte Gallien von Lyon über Trier und Zülpich bis an den Rhein führte, und bot andererseits einen verkehrsgünstigen Zugang zu den Wasserwegen von Rhein, Erft, Lippe, Ruhr und Wupper. Weitere, wohl ebenfalls nur saisonal genutzte Heerlager an dieser Stelle folgten einander (sogenannte „Lager A bis F“). Unter anderem dürften die Legio XIX und die Legio XX Valeria Victrix zeitweise hier stationiert gewesen sein.

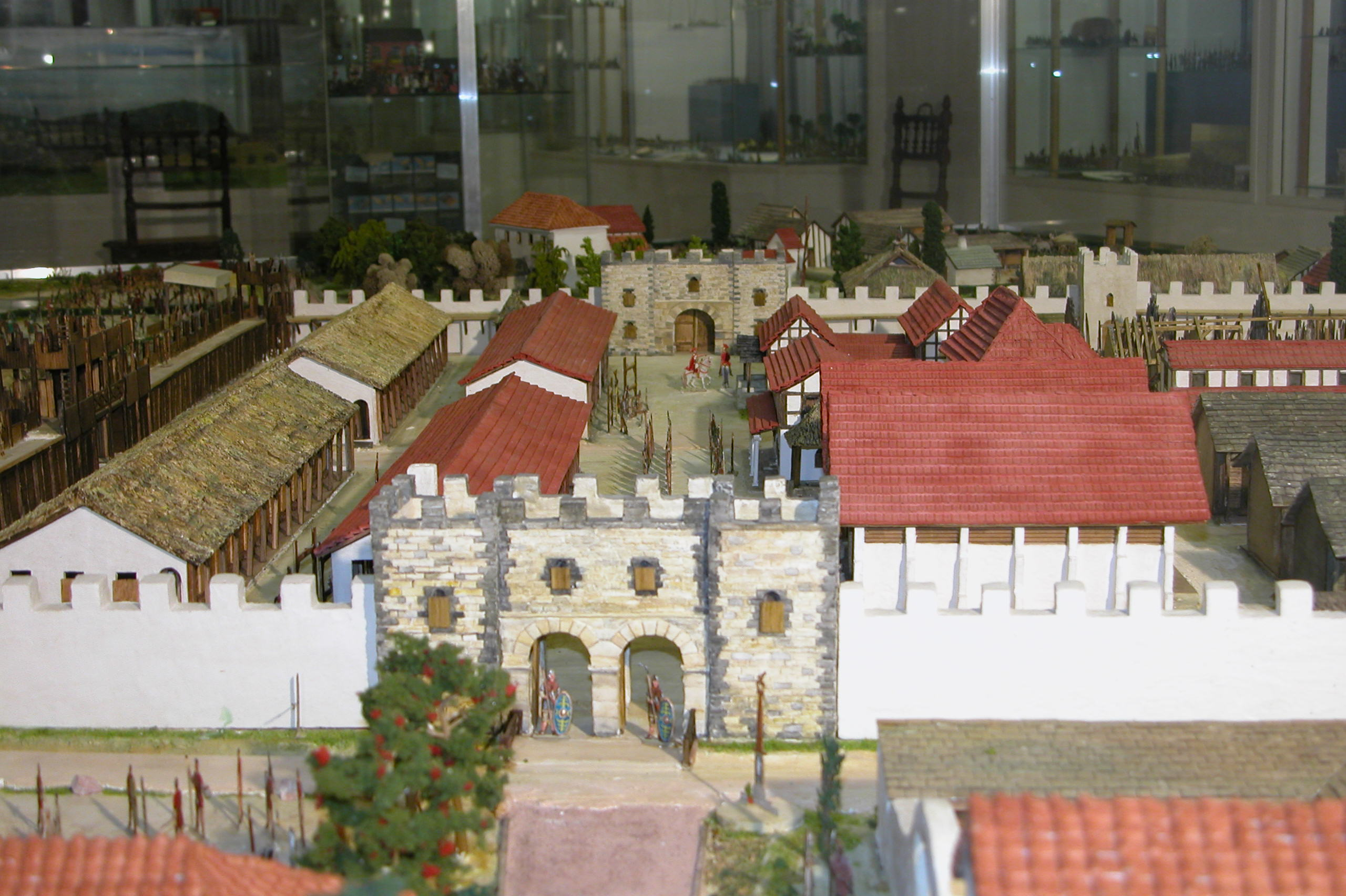
Diorama des Römischen Kastells von Neuss in der Zinnfigurenabteilung des Freilichtmuseums Roscheider Hof

Um die Mitte des ersten Jahrhunderts nach Christus bauten römische Soldaten, unter anderem der Legio VI, nahe der Erftmündung in Neuss-Gnadental erstmals ein steinernes Legionslager, das nach seinem Entdecker, dem Archäologen Constantin Koenen, auch als „Koenen-Lager“ bezeichnet wird. Während der zweiten Hälfte des ersten Jahrhunderts n. Chr. war in dem Kastell dauerhaft eine ganze Legion mit fast 6.500 Soldaten stationiert. Ein großes, von H.-J. Graul nach wissenschaftlichen Erkenntnissen gestaltetes Diorama des Kastells und der umgebenden Zivilsiedlung befindet sich heute im Freilichtmuseum Roscheider Hof.
Nachdem die zuletzt im „Koenen-Lager“ stationierte VI. Legion um etwa 100 n. Chr. nach Xanten verlegt worden war, baute man zu Beginn des 2. Jahrhunderts an seiner Stelle ein steinernes Auxiliarlager, das Platz für eine Besatzung von etwa 600 Mann bot. Als Ende des 3. Jahrhunderts die römische Grenzverteidigung als Reaktion auf die vermehrten Überfälle fränkischer Truppen auf das römische Reichsgebiet neu organisiert werden musste, gab man das Auxiliarlager an der Erftmündung auf.

#### Zivile Siedlung
Um das Militärlager herum entstanden ausgedehnte Gräberfelder und eine Lagervorstadt (canabae legionis), in der die Familien der Soldaten lebten, aber auch Händler, Gastwirte und Militärhandwerker arbeiteten. Aus dieser Lagervorstadt und ihrem Gräberfeld entwickelte sich eine Zivilsiedlung („vicus“), aus der im Laufe der Jahrhunderte das heutige Neuss erwuchs.

### Frühes Mittelalter

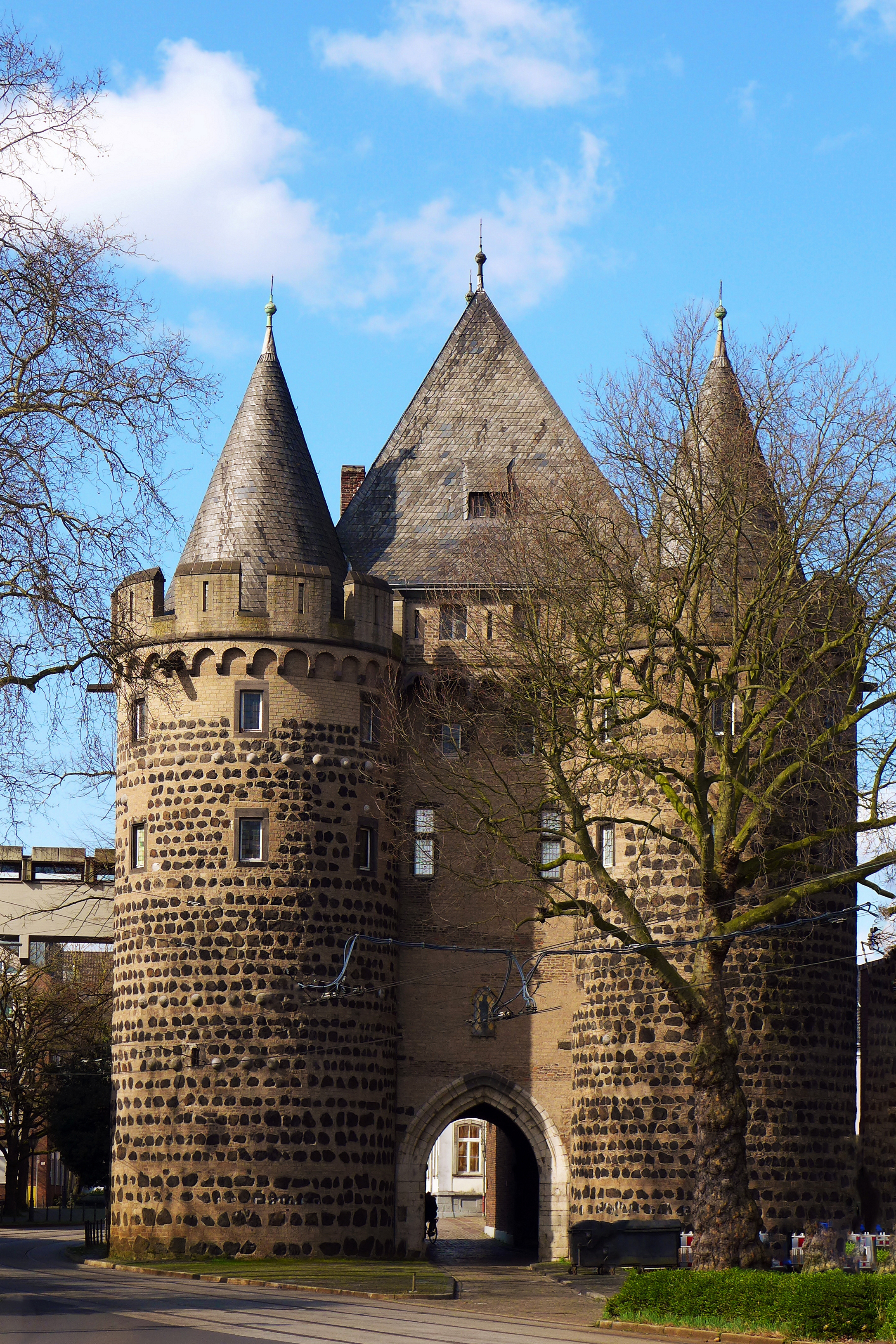
Obertor – Neuss

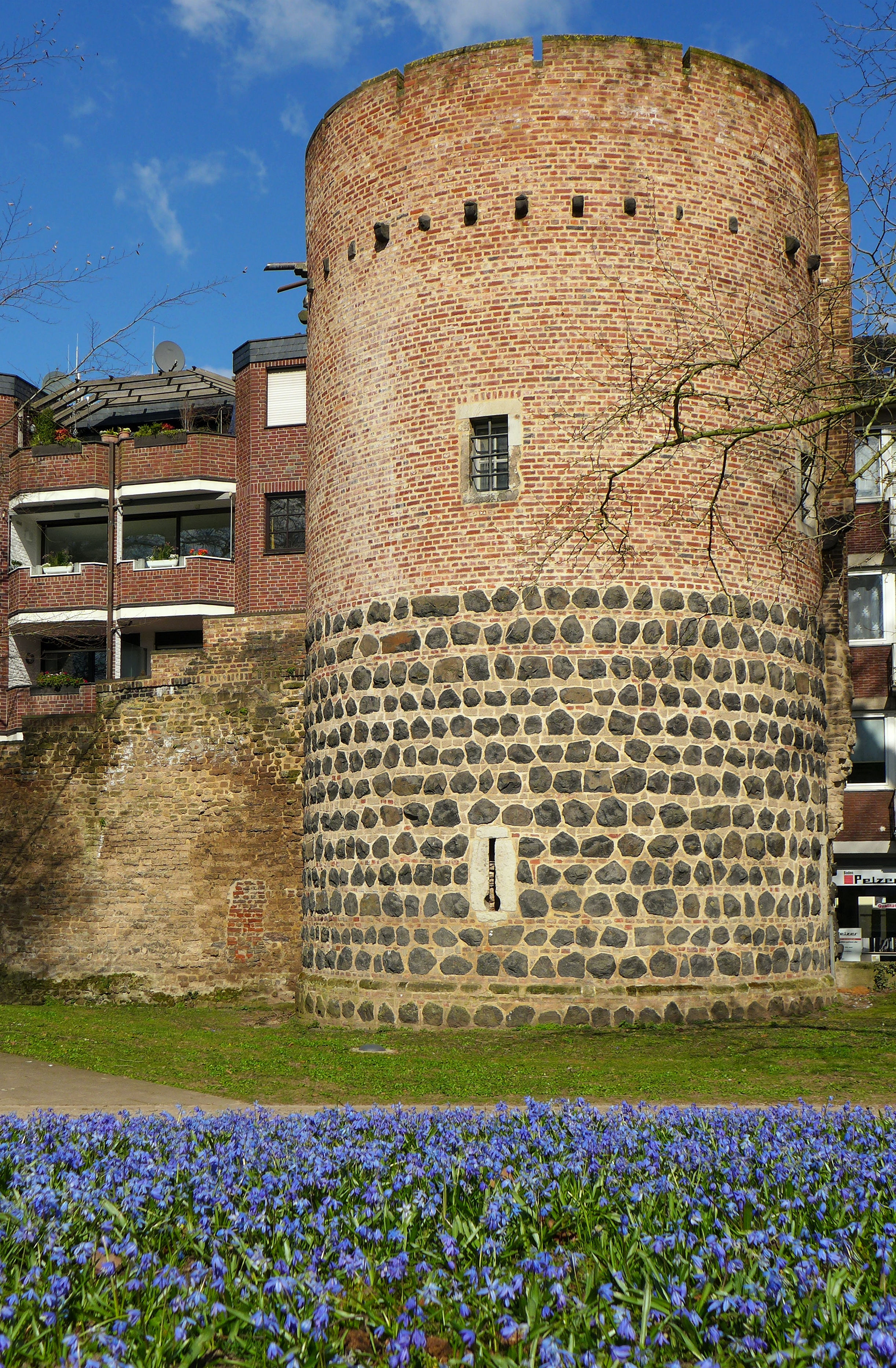
Blutturm – Neuss

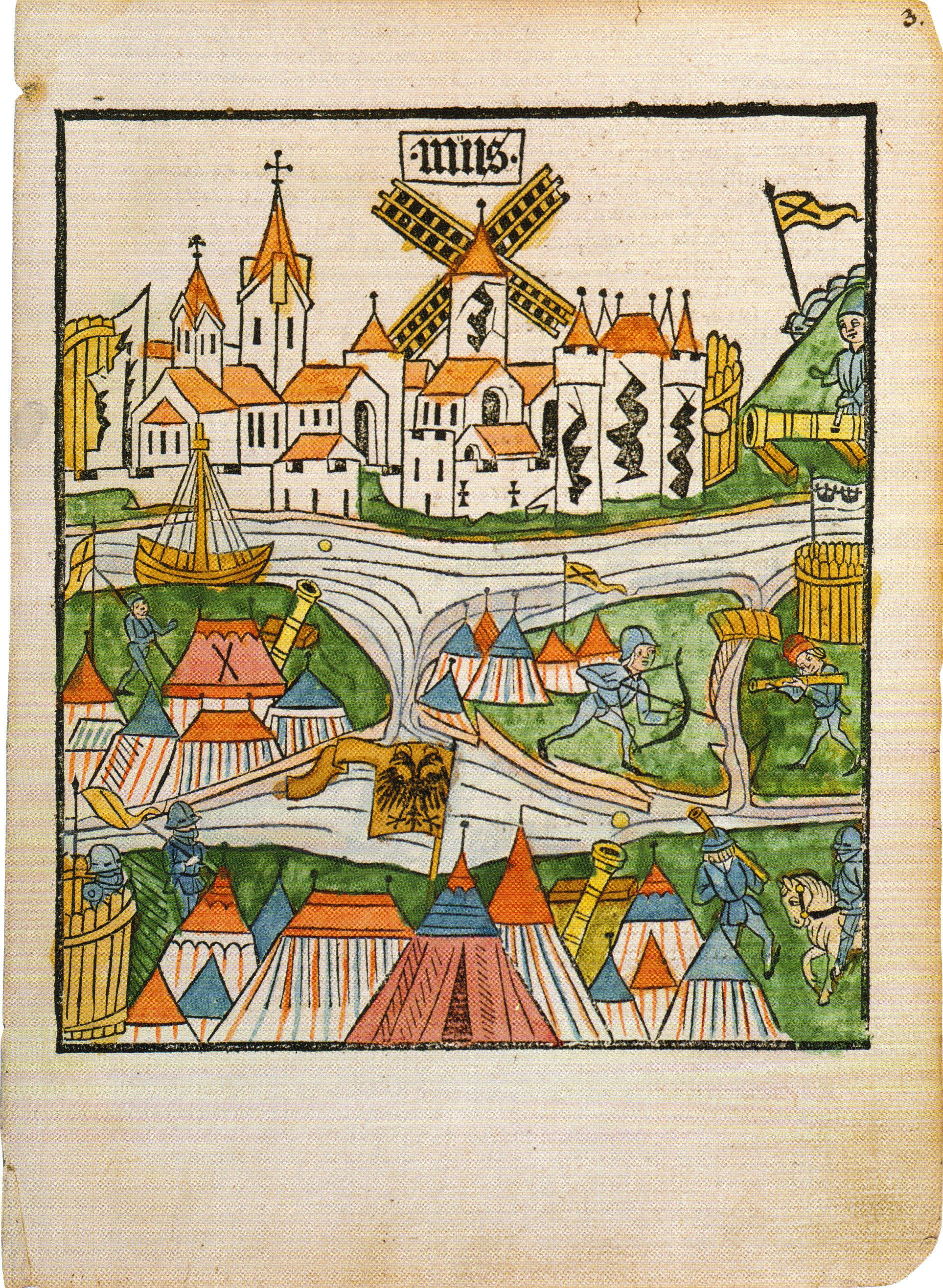
Belagerung von Neuss 1474–1475

Bei seinen Ausgrabungen an und um St. Quirin entdeckte Hugo Borger 1963 auch drei fränkische Gräber aus der Zeit um 500 n. Chr. Sie bezeugen, dass die frühmittelalterliche Besiedlung in Neuss unmittelbar an die Antike anknüpfte. Funde aus dem 8./9. Jahrhundert wurden am Obertor und an der Marienkirche gemacht.
Eine der ersten urkundlichen Nachweise für Neuss im Frühmittelalter stammt von 877. Urkundlich wurde die Befreiung des Klosters Werden für den Zoll an der Zollstätte in Neuss von König Ludwig dem Jüngeren erteilt, die einen Marktzoll betraf. Noch zu Beginn des Hochmittelalters ist eine fränkische Burg oder Reichshof im aktuellen Stadtgebiet von Neuss nachweisbar, da dort häufiger die kurzzeitige Anwesenheit deutscher Könige und Kaiser belegbar war. Neuss gehörte zum Nievenheimer bzw. Neusser Gau. Vom 18. Juni 1023 stammt zum Beispiel eine Urkunde Kaiser Heinrichs II., die bei dessen Anwesenheit in „Nuiss“ ausgestellt worden war. Weitere Urkunden liegen von König Konrad II. (1024 in Niuhsse) und König Heinrich IV. (1062 in Niusse) vor. Die weltliche Hoheit über das Gebiet von Neuss durch die Kölner Erzbischöfe ist erstmals unter Erzbischof Anno II. zu Beginn der zweiten Hälfte des 11. Jahrhunderts nachweisbar. Davor hatten die Grafen von Kleve kurzzeitig Hoheitsrechte in Neuss, da von diesen eine Kirche in der Ortschaft errichtet wurde, die später zum Quirinus-Münster umgebaut und erweitert wurde. Vögte von Neuss waren zu dieser Zeit die Grafen von Kessel. In der zweiten Hälfte des 10. Jahrhunderts entstand neben der Kirche auch ein Benediktinerinnenkloster, gestiftet von einer hochadeligen Familie. In dieser Zeit wurden vermutlich auch die Reliquien des Hl. Quirinus von Neuss, des Patrons dieser Kirche, nach Neuss überführt.

### Geschichte Mittelalter und Neuzeit

#### Stadtwerdung
Unter den Kölner Erzbischöfen entwickelte sich Neuss zu einer Handelsstadt. Der früheste urkundliche Beleg, dass Neuss eine Zollstätte für den Rheinzoll unter den Kölner Erzbischöfen geworden war, stammt von 1138. In einer Urkunde befreite Erzbischof Arnold I. von Köln das Bedburger Marienstift von der Zahlung dieses Rheinzolls. Bereits 1190 wurde Neuss erstmals offiziell als Stadt bezeichnet, und Heinrich VI. bestätigte den erzbischöflichen Städten zu Köln und Neuss Zollfreiheit für Kaiserswerth.
Um 1200 wurde die große Stadtmauer mit mehreren Toren gebaut. Die Mauer war zunächst als eine rund ein Meter dicke Gussmauer konstruiert, bestehend aus zwei Tuffschalen, in deren Zwischenraum Kiesel und Trasskalk gefüllt worden waren; sie wurden in Folge weiter ausgebaut. Die Tore waren: Obertor, Niedertor, Rheintor, Hessentor, Hamtor, Zolltor und Tranktor. Zu den Türmen zählen: Blutturm und Windmühlenturm. Zu den Wassergräben der Stadtbefestigung zählt der Erftmühlengraben.
1209 legte Meister Wolbero unter Verwendung von Vorgängerbauwerken den Grundstein zum Quirinusmünster. 1222 bestätigte Erzbischof Philipp I. der Stadt ihre Privilegien. Bis Mitte des 13. Jahrhunderts war die Bedeutung von Neuss als Handelsstadt am Niederrhein weiter gestiegen. Durch die 1270 bewilligte Zollfreiheit der Neusser in Dänemark vom dänischen König Erik V. wurde der Handel weiter verstärkt.
Zusätzlich versuchte Neuss seine Abhängigkeit vom Erzbistum Köln zu begrenzen und strebte die Reichsunmittelbarkeit an. 1254 erhielt man die Erlaubnis, das befestigte Schloss des Erzbistums in der Stadt abzureißen. Zusätzlich erhielt die Stadt die Zusage, dass keine neue „Feste“ ohne Einwilligung von Neuss wieder errichtet würde. Diese Unabhängigkeit von Erzköln wurde 1259 durch Erzbischof Konrad von Hochstaden zusätzlich weiter ergänzt. Dieser bewilligte den Neussern die Wahl und Bildung eines Stadtrates mit zwölf bis vierzehn Ratsherren. Weiterhin sollten die städtischen Statuten frei abgefasst werden dürfen.
1271 verkauften die Grafen von Kessel ihre Vogteischaft für Neuss an den Kölner Erzbischof Engelbert II.
Über König Rudolf von Habsburg erhielt die Stadt im letzten Quartal des 13. Jahrhunderts die Reichsunmittelbarkeit. Da Neuss jedoch dem Hochstapler Tile Kolup als Kaiser Friedrich II. Schutz und Wohnsitz gewährte, wurde die Reichsunmittelbarkeit nach kurzer Zeit von Rudolf von Habsburg widerrufen und die Stadt dem Kölner Erzbischof wieder unterstellt. Bei der Bestätigung des Wahlrechtes und den Bedingungen von 1259 schränkte 1310 der Erzbischof Heinrich II. diese durch den Zusatz ein, dass die Wahl der Stadträte durch Erzköln bestätigt werden müssten.
Da die Spannungen zwischen der Stadt Neuss und Erzköln hinsichtlich des Umfangs der Stadtfreiheiten andauerten, beschloss der neue Erzbischof Friedrich III. sofort nach seiner Wahl im November 1370, den Rheinzoll von Neuss in die kleine rheinaufwärts gelegene kurkölnische Ortschaft Zons zu verlegen. Hier waren keine Probleme durch Widerstände der Bewohner zu erwarten. Bereits im August 1372 wurde die Zollstätte Zons eröffnet und die in Neuss geschlossen. Der Protest der Neusser gegen die Verlegung der Zollstätte wurde vom deutschen König Wenzel mit der Genehmigung dieser Aktion durch Kurköln am 6. Juli 1376 abgelehnt.
1474/75 widerstand die Stadt der fast einjährigen Belagerung von Neuss durch Karl den Kühnen. Zur Belohnung verlieh Kaiser Friedrich III. Neuss das Münzprivileg, das Rotwachsprivileg, die Rechte einer Hansestadt und ein neues Wappen. Zusätzlich wurden die städtischen Gerechtsamen und Satzung mit der freien Wahl des Rates und Schöffen bestätigt, die in der Vergangenheit zwischen den Kölner Erzbischöfen und der Stadt strittig waren. Nach Ende der Belagerung wurden die umfangreichen Kriegsschäden umgehend beseitigt und die Stadt kam zu beträchtlichem Wohlstand.

#### 16. und 17. Jahrhundert

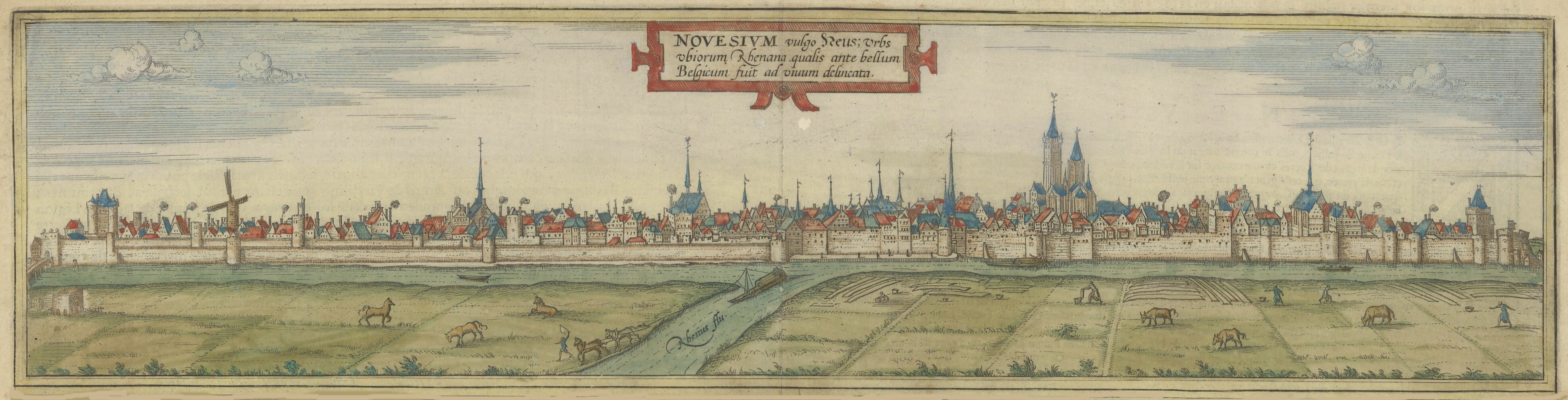
Neuss vor dem Krieg 1586

Im Kölnischen Krieg eroberte 1585 der auf der Seite Gebhards I. von Waldburg kämpfende Graf Adolf von Neuenahr die Stadt Neuss und zerstörte eine Reihe kleinerer Burgen und befestigter Höfe im Neusser Umland. Im Juli 1586 belagerte die Flandrische Armee unter dem Statthalter der habsburgischen Niederlande Alessandro Farnese Neuss. Die Stadt wurde verteidigt durch eine Garnison von um die 1.600 Soldaten unter Leitung von Hermann Friedrich von Pelden. Am 26. Juli 1586 wurde Neuss erobert und danach geplündert und in Brand gesetzt. Die komplette Garnison wurde getötet. Daneben wurden auch rund 3.000 von etwa 4.500 Einwohnern der Stadt ermordet. Nur acht Häuser wurden vom Brand verschont. Erste historische Stadtpläne rühren aus dieser Zeit.
Im Zuge des Dreißigjährigen Krieges eroberten im Januar 1642 hessische Truppen Neuss. Die Stadt sollte über das Ende des Krieges hinaus besetzt bleiben und erhielt erst am 2. Juli 1651 ihre Selbständigkeit zurück.
1635 wurde Hester Jonas Opfer der Hexenprozesse in Neuss.

#### 18. und 19. Jahrhundert
Im Ersten Koalitionskrieg besetzten französische Truppen im Jahr 1794 Neuss. Am Rhein legten sie sofort mehrere Artilleriestellungen an. Überreste einer solchen Artilleriestellung sind noch heute im Uedesheimer Rheinbogen zwischen Uedesheim und der Fleher Brücke zu sehen. Sie sind bekannt als „Alte Batterie“. Während der von 1794 bis 1813 andauernden Franzosenzeit wurde in Neuss am Nordkanal gebaut, der eine schiffbare Verbindung zwischen Rhein und Maas schaffen sollte. Damit sollten die Flusszölle rheinabwärts umgangen werden. Der Kanal wurde nicht vollendet. Neuss bildete in dieser Zeit eine Mairie nach französischem Vorbild im Kanton Neuss des Arrondissements Krefeld im Rur-Departement.
In den Befreiungskriegen setzten preußische Truppen am 2. Dezember 1813 bei Neuss über den Rhein und vertrieben die französische Besatzung. 1815 wurde Neuss gemäß der Schlussakte des Wiener Kongresses preußisch und 1816 Sitz des neuen Kreises Neuss. Aus der Mairie Neuss der Franzosenzeit wurde die preußische Bürgermeisterei Neuss.
Im 19. Jahrhundert erlebte die Stadt neuen wirtschaftlichen Aufschwung, der wesentlich durch den Eisenbahnbau (u. a. Anschluss an das rechtsrheinische Eisenbahnnetz durch die Hammer Eisenbahnbrücke (Fertigstellung 1870) über den Rhein nach Düsseldorf-Bilk) und den Rheinhafen getragen wurde.

#### Kreisfreie Stadt
1913 schied Neuss aus dem Kreis Neuß aus und wurde eine kreisfreie Stadt. 1929 wurden die noch verbleibenden Teile der Kreise Neuß und Grevenbroich zum neuen Landkreis Grevenbroich-Neuß (später Kreis Grevenbroich) vereinigt. Während der Novemberpogrome 1938 wurden die Neusser Synagoge in Brand gesetzt und jüdische Geschäfte und Wohnungen demoliert. Anschließend wurden bis 1942 rund 130 Juden in Konzentrationslager deportiert.
Im Mai 1939 zählte Neuss 59 654 Einwohner. Im Zweiten Weltkrieg erfolgten ab 1940 136 Luftangriffe auf Neuss. Wie in vielen anderen rheinischen Städten wurden große Teile der historischen Altstadt durch britische Luftangriffe zerstört. Beim ersten Luftangriff auf Neuss in der Nacht vom 27. auf den 28. Mai 1940 wurde die Preußenstraße getroffen, und der zweite Luftangriff war am 4. Juni 1940. Der erste Großangriff erfolgte in der Nacht vom 31. Juli auf den 1. August 1942; er forderte 279 Tote und 12.000 Obdachlose.
1944 erlebte Neuss sechs weitere Großangriffe. Hieraus resultierten 537 Tote und 544 Verletzte sowie 833 zerstörte Häuser. Das Quirinusmünster wurde von einer Sprengbombe getroffen und sehr schwer beschädigt. Zerstört wurden das Städtische Krankenhaus Preußenstraße, das Kamillushaus und das Alexianerkrankenhaus mit den Kirchen, die Kirchen Immaculata und Marienberg, Josephskloster und Annastift, am 31. Dezember auch das historische Rathaus. Insgesamt forderten die Luftangriffe in Neuss 837 Todesopfer, allein beim schwersten Angriff am 23. September 1944 kamen 289 Menschen ums Leben. Durch die Angriffe wurden in Neuss insgesamt 1 270 Gebäude völlig zerstört, 1 250 schwer oder mittelgradig sowie 4 400 leicht beschädigt, während 180 Gebäude unbeschädigt blieben. 36,8 % des Wohnraumes wurden zerstört, und 540 000 m³ Trümmerschutt mussten nach Kriegsende abgefahren werden.
US-Truppen – das 330. Infanterieregiment der 83. US-Infanteriedivision – besetzten im Rahmen der Operation Grenade am 1. und 2. März 1945 Neuss und die linksrheinischen Stadtgebiete Düsseldorfs. Die Besetzung von Neuss war am 2. März 1945 um 12 Uhr abgeschlossen. Ein für den 2. März geplanter großer Luftangriff der Royal Air Force auf Neuss wurde daraufhin nach Köln umgeleitet.
1968 wurde die Schreibweise von „Neuß“ in „Neuss“ geändert.

#### Kreis Neuss
Mit dem Düsseldorf-Gesetz im Zuge der Gebietsreform 1975 wurden einige Gemeinden und Ortschaften, die Neuss umgaben (z. B. Holzheim, Norf und Rosellen), eingemeindet (siehe auch Eingemeindungen) und die kreisfreie Stadt Neuss mit dem Kreis Grevenbroich zum neuen Kreis Neuss vereinigt (seit 2003 Rhein-Kreis Neuss). Neuss erhielt kommunalrechtlich den Status Große kreisangehörige Stadt und wurde Sitz des neuen Kreises, obwohl sich große Teile der Kreisverwaltung in Grevenbroich befinden. Im Jahr 1984 feierte Neuss sein 2000-jähriges Jubiläum, zu dem (mit Genehmigung der französischen Rechteinhaber) ein Comic-Sonderband Asterix in Novaesium erschien.

#### Eingemeindungen
In die Stadt Neuss wurden im Laufe der Geschichte folgende Gemeinden bzw. Gemeindeteile eingegliedert: Anfang des 20. Jahrhunderts Teile von Heerdt, Büderich und Kaarst, 1929 Grimlinghausen, Uedesheim und Weckhoven sowie am 1. Januar 1975 Grefrath (Gemeinde Holzheim), Holzheim, Hoisten (Gemeinde Neukirchen), Norf, Rosellen und Speck (Gemeinde Neukirchen) sowie weitere Teile von Kaarst.

### Einwohnerentwicklung
Im Jahre 1963 überschritt die Einwohnerzahl der Stadt die Grenze von 100.000, wodurch sie zur Großstadt wurde. Am 1. Januar 1975 stieg die Bevölkerungszahl von Neuss durch die Eingemeindung mehrerer Orte um 30.000 Personen auf 148.000. Zum Stichtag des 1. Januar 2024 lebten in Neuss laut der Stadtverwaltung 162.033 Menschen mit Hauptwohnsitz. Der Ausländeranteil lag bei 18,8 %. Heute leben über 130 Nationen in Neuss. Knapp 20 Prozent der Kinder leben in Armut. Die Arbeitslosenquote lag im Dezember 2024 bei 7,6 Prozent.
Die folgende Übersicht zeigt die Einwohnerzahlen nach dem jeweiligen Gebietsstand. Bis 1833 handelt es sich meist um Schätzungen, danach um Volkszählungsergebnisse (¹) oder amtliche Fortschreibungen der jeweiligen Statistischen Ämter beziehungsweise der Stadtverwaltung selbst. Die Angaben beziehen sich ab 1843 auf die „ortsanwesende Bevölkerung“, ab 1925 auf die Wohnbevölkerung und seit 1987 auf die „Bevölkerung am Ort der Hauptwohnung“. Vor 1843 wurde die Einwohnerzahl nach uneinheitlichen Erhebungsverfahren ermittelt.
| Jahr               | Einwohner |
| ------------------ | --------- |
| 1771               | 3.555     |
| 1798               | 4.423     |
| 1810               | 6.400     |
| 1831               | 7.888     |
| 1. Dezember 1840 1 | 9.057     |
| 3. Dezember 1855 1 | 9.690     |
| 3. Dezember 1861 1 | 10.300    |
| 3. Dezember 1864 1 | 10.700    |
| 3. Dezember 1867 1 | 12.600    |
| 1. Dezember 1871 1 | 13.996    |
| 1. Dezember 1875 1 | 15.564    |
| 1. Dezember 1880 1 | 17.500    |
| 1. Dezember 1885 1 | 20.074    |
| 1. Dezember 1890 1 | 22.635    |
| 2. Dezember 1895 1 | 25.026    |

| Jahr                 | Einwohner |
| -------------------- | --------- |
| 1. Dezember 1900 1   | 28.472    |
| 1. Dezember 1905 1   | 30.440    |
| 1. Dezember 1910 1   | 37.224    |
| 1. Dezember 1916 1   | 35.463    |
| 5. Dezember 1917 1   | 35.483    |
| 8. Oktober 1919 1    | 39.819    |
| 16. Juni 1925 1      | 44.958    |
| 16. Juni 1933 1      | 55.771    |
| 17. Mai 1939 1       | 59.654    |
| 31. Dezember 1945    | 51.624    |
| 29. Oktober 1946 1   | 54.961    |
| 13. September 1950 1 | 63.478    |
| 25. September 1956 1 | 79.903    |
| 6. Juni 1961 1       | 92.916    |
| 31. Dezember 1965    | 111.104   |

| Jahr              | Einwohner |
| ----------------- | --------- |
| 27. Mai 1970 1    | 114.613   |
| 31. Dezember 1975 | 148.198   |
| 31. Dezember 1980 | 149.334   |
| 31. Dezember 1985 | 143.512   |
| 25. Mai 1987 1    | 142.178   |
| 31. Dezember 1990 | 147.019   |
| 31. Dezember 1995 | 148.796   |
| 31. Dezember 2000 | 150.013   |
| 31. Dezember 2004 | 151.875   |
| 31. Dezember 2005 | 151.610   |
| 31. Dezember 2006 | 151.626   |
| 31. Dezember 2009 | 151.280   |
| 31. Dezember 2010 | 151.388   |
| 9. Mai 2011 1     | 150.568   |
| 31. Dezember 2011 | 151.070   |

| Jahr              | Einwohner |
| ----------------- | --------- |
| 31. Dezember 2012 | 151.486   |
| 31. Dezember 2013 | 152.252   |
| 31. Dezember 2014 | 152.644   |
| 31. Dezember 2015 | 155.414   |
| 31. Dezember 2016 | 152.882   |
| 31. Dezember 2017 | 153.810   |
| 31. Dezember 2018 | 153.796   |
| 31. Dezember 2019 | 153.896   |
| 31. Dezember 2020 | 153.109   |
| 31. Dezember 2021 | 152.731   |
| 31. Dezember 2022 | 153.711   |
| 31. Dezember 2023 | 154.712   |
| 31. Dezember 2024 | 154.317   |

## Klima
Klimatisch zeichnet sich Neuss durch eine Gunstlage aus, die von der Nordsee und vom Golfstrom beeinflusst wird. Die Winter sind schneearm, und der Frühling setzt recht früh ein. Im Jahresdurchschnitt fällt ein Niederschlag von ca. 805 mm. Die Jahresmitteltemperatur beträgt ca. 10,2 °C.
|                        | Jan  | Feb  | Mär | Apr  | Mai  | Jun  | Jul  | Aug  | Sep  | Okt  | Nov | Dez |   |      |
| Mittl. Temperatur (°C) | 1,9  | 2,6  | 6,0 | 9,5  | 13,5 | 16,6 | 18,4 | 18,2 | 15,3 | 10,6 | 6,2 | 3,0 | ⌀ | 10,2 |
| Mittl. Tagesmax. (°C)  | 4,5  | 5,6  | 9,9 | 14,3 | 18,9 | 22,0 | 23,5 | 23,1 | 20,1 | 14,5 | 9,0 | 5,4 | ⌀ | 14,3 |
| Mittl. Tagesmin. (°C)  | −0,6 | −0,3 | 2,2 | 4,7  | 8,2  | 11,3 | 13,3 | 13,1 | 10,5 | 6,7  | 3,5 | 0,7 | ⌀ | 6,1  |
|                        |      |      |     |      |      |      |      |      |      |      |     |     |   |      |
| Niederschlag (mm)      | 68   | 50   | 65  | 54   | 70   | 85   | 76   | 70   | 63   | 65   | 65  | 74  | Σ | 805  |

| −0,6 |

| −0,3 |

| 2,2 |

| 4,7 |

| 8,2 |

| 11,3 |

| 13,3 |

| 13,1 |

| 10,5 |

| 6,7 |

| 3,5 |

| 0,7 |

| −0,6 |

| −0,3 |

| 2,2 |

| 4,7 |

| 8,2 |

| 11,3 |

| 13,3 |

| 13,1 |

| 10,5 |

| 6,7 |

| 3,5 |

| 0,7 |

| N i e d e r s c h l a g | 68  | 50  | 65  | 54  | 70  | 85  | 76  | 70  | 63  | 65  | 65  | 74  |
|                         | Jan | Feb | Mär | Apr | Mai | Jun | Jul | Aug | Sep | Okt | Nov | Dez |

## Religion

### Konfessionsstatistik
Laut der Volkszählung 2011 waren 46,3 % der Einwohner römisch-katholisch, 19,0 % evangelisch und 34,7 % waren konfessionslos, gehörten einer anderen Glaubensgemeinschaft an oder machten keine Angabe. Der Anteil der Protestanten und Katholiken an der Gesamtbevölkerung ist seitdem beträchtlich gesunken. Am 31. Dezember 2024 war die Neusser Bevölkerung zu 34,0 % katholisch, zu 13,3 % evangelisch und 52,7 % waren konfessionsfrei oder gehörten einer sonstigen Glaubensgemeinschaft an.

### Allgemeines

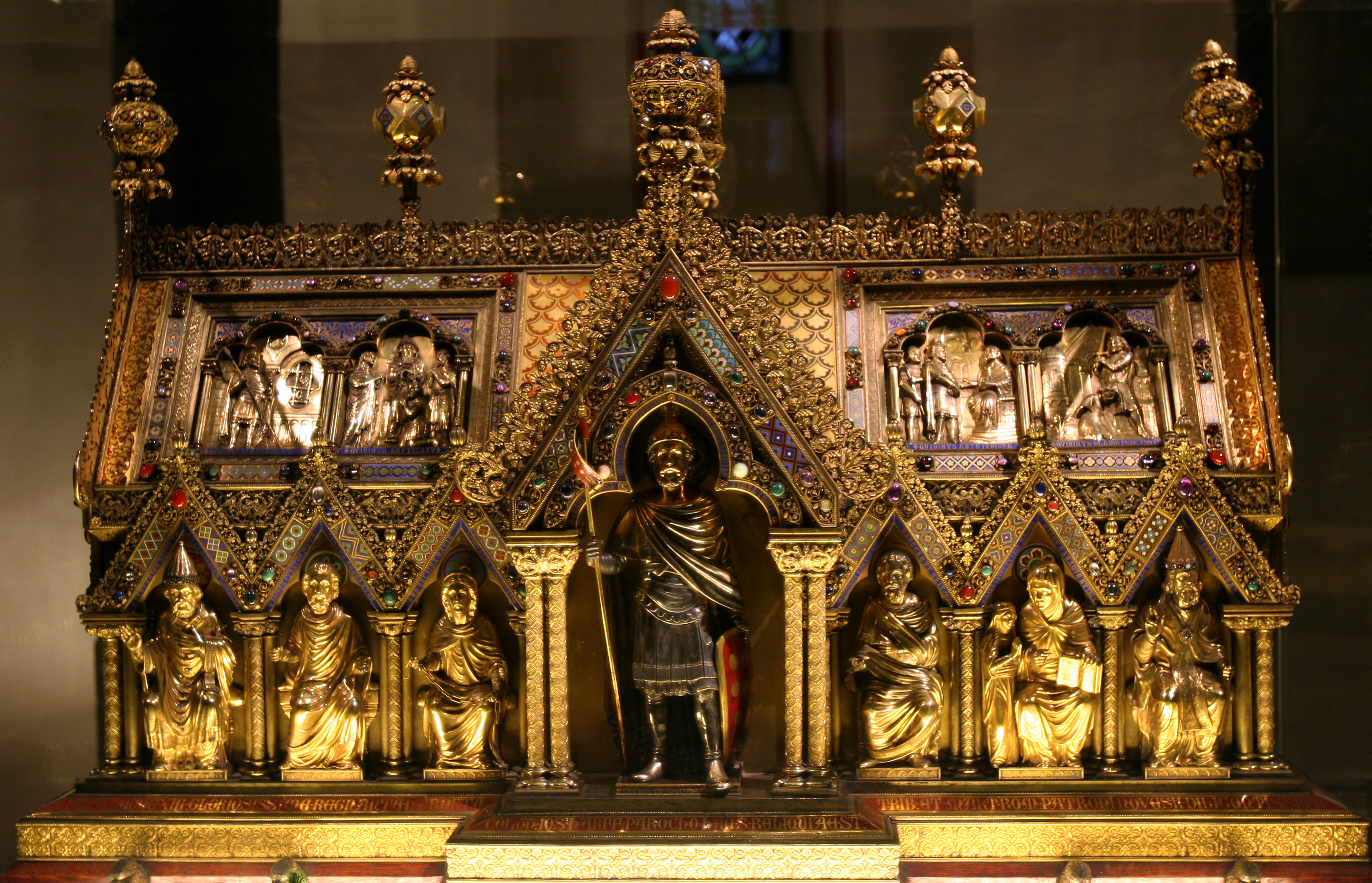
Der Quirinusschrein im gleichnamigen Münster

Die katholischen Kirchengemeinden gehören zum Erzbistum Köln; die Katholiken waren zunächst der kirchlichen Gerichtsbarkeit des Dompropstes, später als Archidiakonat dem Domdechanten unterstellt. Die Zugehörigkeit der Stadt auch zum weltlichen Kurfürstentum Köln war Ursache dafür, dass die Reformation keinen Fuß fassen konnte. Dennoch gab es in den 1560er Jahren eine heimliche reformierte Gemeinde, die zu den größten Gemeinden unterm Kreuz gehörte. Nach 1586 gab es einen Umschwung, doch gab es bis 1620 noch einzelne reformierte Familien. Unter Kurfürst Ernst waren sie dann meist gezwungen auszuwandern. Erst im 19. Jahrhundert zogen wieder vermehrt Protestanten zu.
Als 1802 das Erzbistum Köln aufgelöst wurde, kamen die katholischen Gemeinden zum Bistum Aachen, das jedoch 1821/1825 bereits wieder aufgehoben wurde. Somit kam Neuss 1828 wieder zum Erzbistum Köln. Neuss wurde Sitz eines Dekanats, das später in die Dekanate Nord und Süd geteilt wurde. Sie bildeten das Stadtdekanat Neuss. Zum 1. Januar 2005 wurde dieses mit dem bisherigen Kreisdekanat Neuss zusammengelegt. Beide Dekanate bilden seitdem das Kreisdekanat Rhein-Kreis Neuss.
1805 bildete sich in Neuss wieder eine reformierte Gemeinde, die sich 1817 mit der lutherischen Gemeinde zu einer unierten Gemeinde vereinigte, die zur Evangelischen Kirche in Preußen bzw. zu dessen rheinischer Provinzialkirche gehörte. Innerhalb der heutigen Evangelischen Kirche im Rheinland gehören die evangelischen Gemeinden der Stadt Neuss zum Kirchenkreis Gladbach-Neuss.
Neben den evangelischen und katholischen Gemeinden gibt es in Neuss auch Freikirchen, darunter eine Evangelisch-Freikirchliche Gemeinde (Baptisten) und die Immanuel-Gemeinde, die zum Bund Freikirchlicher Pfingstgemeinden (BFP) gehört. Ferner sind in Neuss sowohl die Neuapostolische Kirche als auch die Zeugen Jehovas vertreten.
In Neuss gibt es mehrere Moscheen und Moscheevereine, zum Beispiel in der Nähe des Hauptbahnhofs, in der Innenstadt und in den äußeren Bezirken wie Weckhoven, Derikum, Norf, der Furth etc.

### Stadtheilige
Schutzpatron von Neuss ist der heilige Quirinus von Neuss, dessen Reliquien um 1050 nach Neuss kamen. Ihm zu Ehren wurde das Neusser Quirinusmünster erbaut. In der Folge entwickelte sich Neuss zu einem bedeutenden mittelalterlichen Wallfahrtsort mit Pilgern aus ganz Europa. Im Jahr 2009 wurde das Quirinusmünster durch Papst Benedikt XVI. zur päpstlichen Basilica minor erhoben.
Eine weitere Stadtheilige ist die hl. Hildegunde von Neuss.

### Jüdische Geschichte
Eine jüdische Gemeinde ist in der Stadt seit dem Hochmittelalter dokumentiert. Die früheste Dokumentation von Juden in der Stadt stammt aus dem Jahr 1096, als Kölner Juden, auf der Flucht vor Kreuzfahrern, von dem Erzbischof von Köln Hermann III. in der Stadt untergebracht wurden. Trotzdem wurden etwa 200 von ihnen (Männer, Frauen und Kinder) von Kreuzfahrern abgeschlachtet. Das alles geschah im Kontext der nun so genannten Rheinland-Massaker.
Es gibt keinen Hinweis darauf, dass es in Neuss bereits 1096 eine organisierte jüdische Gemeinde gab. Gesichert ist jedoch, dass es schon in der Zeit der Staufer ab dem späten 12. Jahrhundert eine jüdische Gemeinde gegeben hat, im Rahmen eines allgemeinen Zufluss von Kaufleuten in die Stadt.

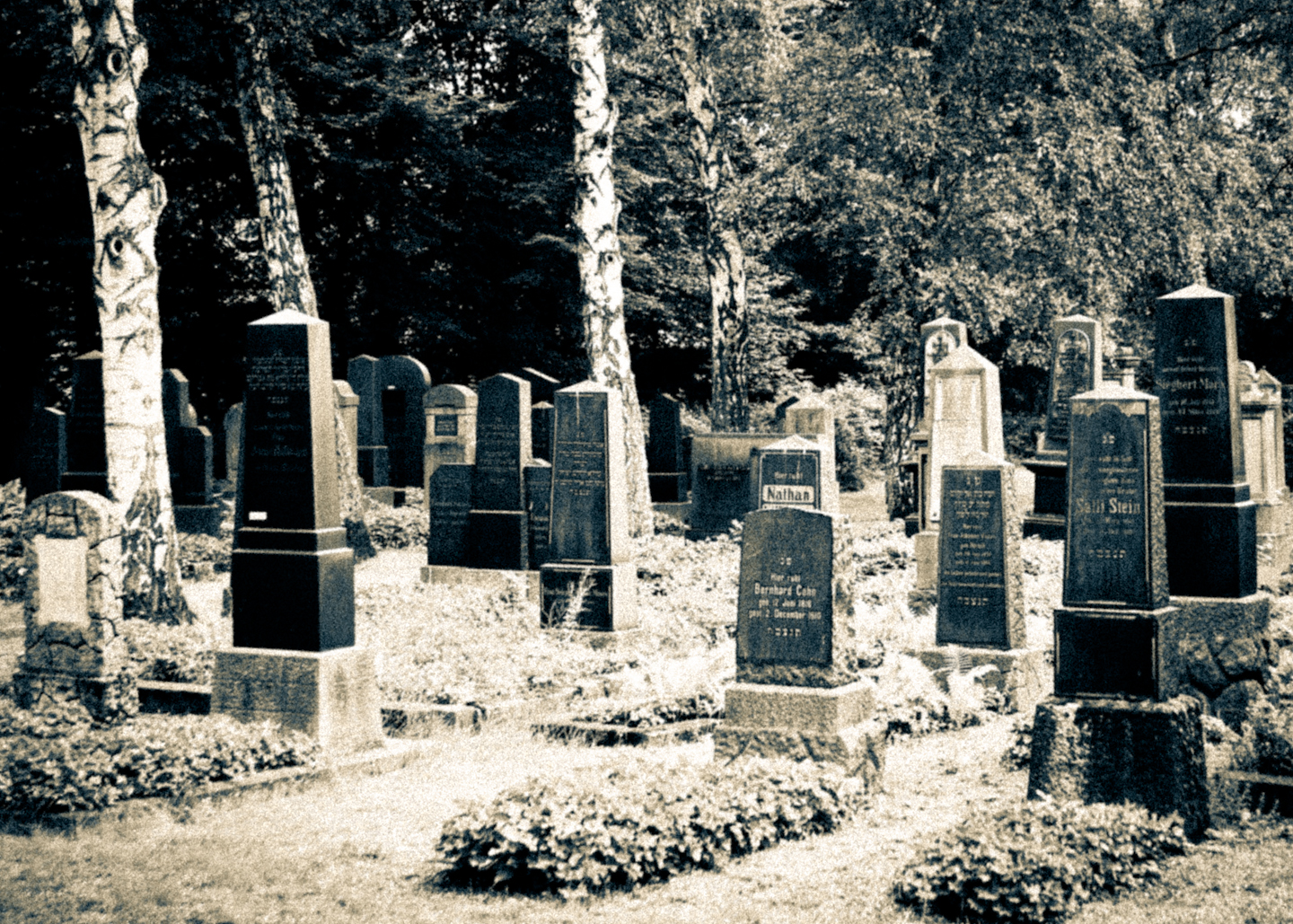
Jüdischer Friedhof am Glehner Weg

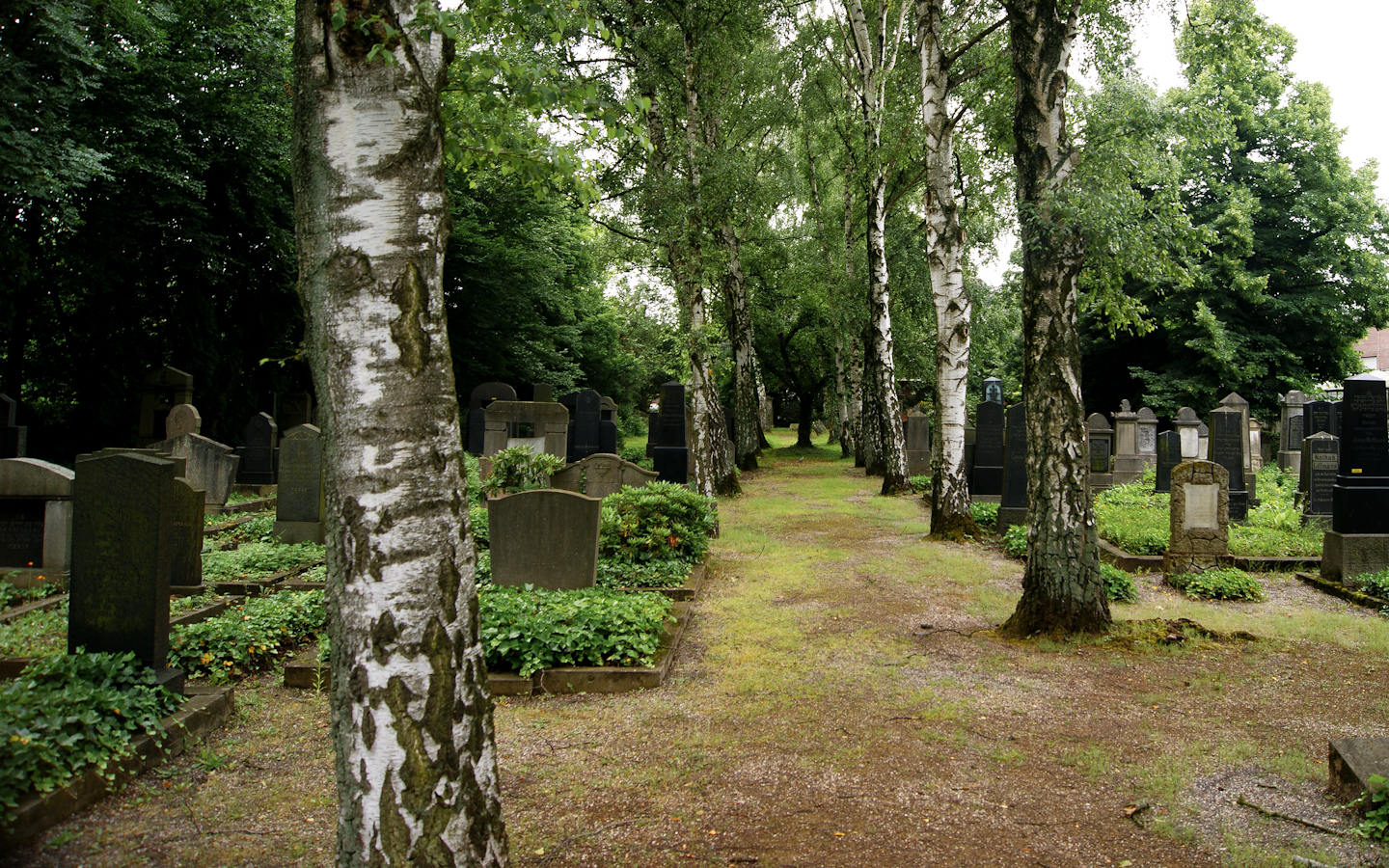
Birkenallee des Jüdischen Friedhofs

Laut Ephraim ben Jakob wurden am 11. Januar 1197 mehrere Mitglieder der jüdischen Gemeinde, als Rache für die Tötung eines christlichen Mädchens durch einen geisteskranken Juden, hingerichtet. Der Mörder und mehrere seiner nahen Verwandten wurden grausam hingerichtet. Interessanterweise wurde ihnen offenbar ein jüdisches Begräbnis zuteil: ihre Leichen wurden – vermutlich per Schiff – nach Xanten gebracht, wo sie neben Opfern der rheinischen Massaker von 1096 beigesetzt wurden.
Im Hochmittelalter residierte die Gemeinde zunächst im Bereich der Kaufleute, zwischen Hafen und Markt. Der Durchgang zum Ladeplatz des Hafens wurde als Judensteg bekannt. Um das Jahr 1300 jedoch war der Judensteg von Christen bewohnt, die Juden waren in das Gebiet um den Glockhammer gezogen, wo sich auch ihre Synagoge und Schule befanden. Das Gebiet war kein Ghetto, da es nicht verriegelt war und auch Christen dort lebten.
Ab dem 14. Jahrhundert sahen sich die Juden einer zunehmenden wirtschaftlichen Konkurrenz ausgesetzt, zunächst durch den Verlust ihrer vorteilhaften ehemaligen Lage in der Nähe des Hafens, später durch den Wegfall ihres Monopols im Geldverleih durch die Ankunft von Bankiers aus der Lombardei und Cahors (damals Kawerschen genannt).
Die Stadt wurde 1348 bis 1349 vom Schwarzen Tod heimgesucht und die Gemeinde litt während dieser Zeit unter grausamen Verfolgungen, wie es auch andernorts in Europa der Fall war. In der Folge der Pest wurde die Gemeinde zahlenmäßig dezimiert und wirtschaftlich geschwächt. Eine Welle von religiösem Extremismus und Intoleranz erfasste das Gebiet zu dieser Zeit, die Juden wurden zunehmend unter Druck gesetzt und zum Objekt politischer Machtkämpfe. Im Jahr 1424 wurden Juden zeitweise aus der Stadt vertrieben; dies war als Affront gegenüber dem Landesherrn gemeint, da er die Juden unter seinen Schutz gestellt hatte.
Die Juden kamen später zurück, wurden aber 1464 erneut vertrieben. Der Erzbischof von Köln, Ruprecht von der Pfalz, besuchte die Stadt am 5. Mai und traf sich mit Bürgermeistern, Schöffen und dem Rat, um diese Vertreibung aufzuhalten, jedoch ohne Erfolg. Juden war fortan der Aufenthalt in der Stadt und das Übernachten innerhalb der Stadtmauern verboten. 1694 erhielten Juden die Genehmigung, vor dem Obertor einen Viehmarkt abzuhalten. Angesichts überfälliger Pauschalzahlungen führte die Stadt 1704 eine Sondersteuer für Juden ein: den Judenleibzoll.
Im Jahr 1794, während des Ersten Koalitionskriegs, fiel Neuss unter französische Kontrolle. Alle diskriminierenden antijüdischen Gesetze wurden daraufhin aufgehoben. Doch erst 1808, im Kontext von aufkeimender Industrialisierung und Bevölkerungswachstum, zog zum ersten Mal seit Jahrhunderten wieder eine jüdische Familie in die Stadt, die des Metzgers Josef Großmann aus Hülchrath. Die Gemeinde wuchs langsam: 1830 gab es etwa 100 Juden bei einer Bevölkerung von etwa 8000 Personen. Die Größe der Gemeinde wuchs im Laufe des Jahrhunderts immer weiter an.

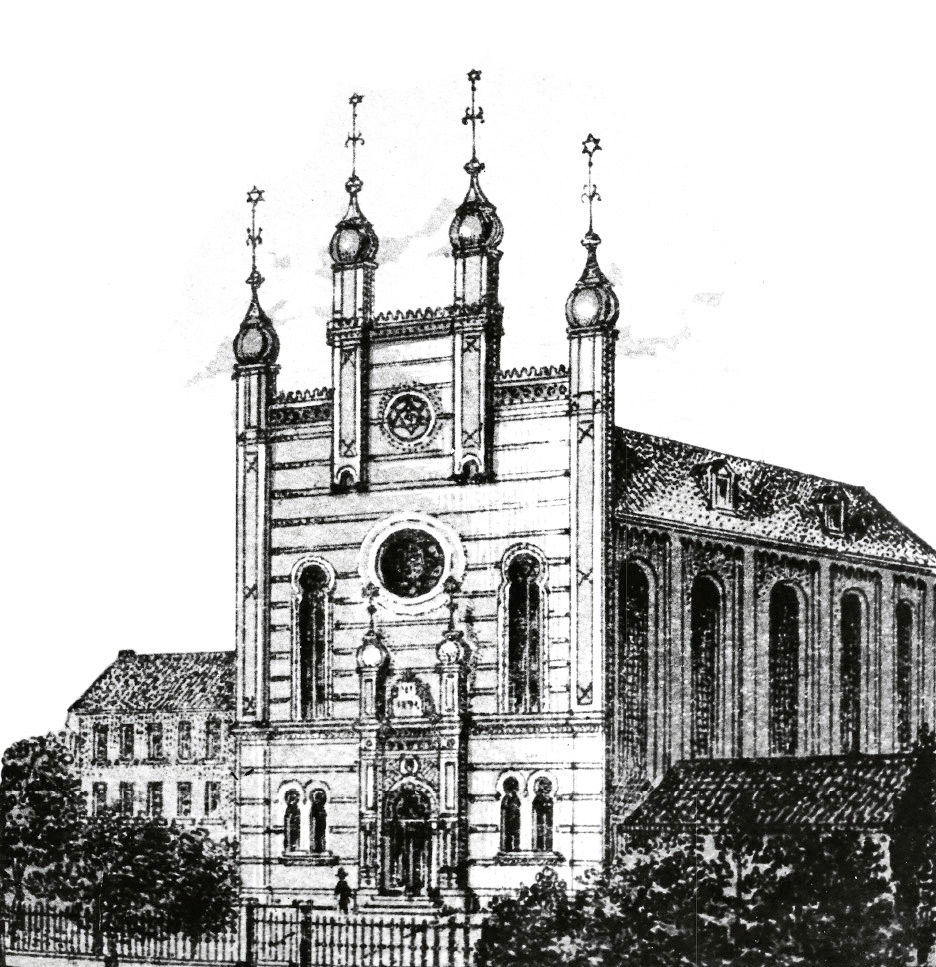
Die Alte Synagoge, während der Reichspogromnacht am 10. November 1938 niedergebrannt.

Juden, die nach Neuss zogen, kamen aus den umliegenden ländlichen Gebieten im Rheinland und waren daher konservativer und ländlich geprägter als ihre Glaubensgenossen in anderen deutschen Städten. Populäre Neuerungen in der Zeit der Haskalah wie Gottesdienste in deutscher Sprache haben hier keine Wurzeln geschlagen, sie fanden weiterhin auf Hebräisch statt. Als generelle Faustregel gilt, dass die Neusser Juden religiöser waren als die anderer deutscher Städte.
Die Beziehungen zwischen Juden und Christen waren zu dieser Zeit im Allgemeinen gut: Sie lebten nebeneinander, und es kam vor, dass Christen am Schabbat in jüdischen Häusern für Juden verbotene Arbeiten verrichteten, wie das Anzünden/Löschen von Feuer.
1834 kam es jedoch zu einem Bruch in diesem Frieden: Am Niederrhein machten Gerüchte über einen Ritualmord die Runde, die zu einer Welle antijüdischer Gewalt führten. In Gindorf und Bedburdyck wurden Synagogen in Brand gesteckt; in Hemmerden, Wevelinghoven und andernorts kam es zu heftigen Kämpfen zwischen Bürgerwehren und Husaren. Auch Neuss blieb davon nicht verschont: Mengen zogen durch die Straßen und skandierten antijüdische Lieder; das Epizentrum der Unruhen lag in den ärmeren Teilen von Neuss, um den Viehmarkt. Diese Situation hielt tagelang an, bis ein Kontingent von Soldaten in der Stadt einquartiert wurde, um die Unruhen zu bändigen.
Am 29. März 1867 wurde die Synagoge eingeweiht, die von dem preußischen Architekten Friedrich Weise entworfen und im modischen orientalischen Stil gebaut wurde. Die Stadt feierte drei Tage lang nach ihrer Einweihung. Obwohl sie nur etwa 1 % der Einwohner versorgte, war die Synagoge ein stolzes Wahrzeichen der Neusser Skyline.  Die Größe der Synagogengemeinde erreichte einen Höhepunkt 1890, mit 316 Mitgliedern.
Im Jahr 1892, nach dem Freispruch des jüdischen Metzgers Adolf Buschoff im Xantener Ritualmordvorwurf, erreichte eine Welle antijüdischer Gewalt das nahe Neuss: Jüdisches Eigentum wurde in Brand gesteckt, jüdische Familien erhielten Droh- und Hassbotschaften. Etwa ein Viertel der Gemeinde verließ die Stadt.
1933 lebten in Neuss nicht mehr als 227 Bürger jüdischen Glaubens. Von diesem Jahr an litten sie unter zunehmender Verfolgung durch die Nationalsozialisten. Nur wenige gingen noch rechtzeitig ins Exil. Dann begann die sogenannte „Endlösung der Judenfrage“ und die Deportationen. Am 22. Juli 1942 wurde der letzte Bewohner des Judenhauses in der Küpperstraße 2 in einen Zug von Aachen nach Theresienstadt eingepfercht. Am 23. November 1942 wurde Neuss zynisch erklärt als „Judenrein“.
In Wirklichkeit gab es immer noch eine Handvoll Juden, die in einem Versteck überlebt hatten oder aufgrund einer „Mischehe“ von Verfolgung verschont geblieben waren.
Die genaue Zahl der jüdischen Opfer des Naziregimes ist nicht mit Sicherheit bekannt. Allerdings findet man auf einem Denkmal von Ulrich Rückriem die Namen von 204 ermordeten Juden, die in irgendeiner Weise mit Neuss verbunden waren. In der Stadt findet sich eine Menge Stolpersteine, darunter für Benno Nussbaum (1880–1944), den letzten Kantor der Synagoge. Er wurde 1941 deportiert und im März 1944 im Ghetto Riga umgebracht.
Seit den 1990er Jahren erlebt die jüdische Gemeinde dank eines Zuzugs von Juden aus der ehemaligen UdSSR eine Wiederbelebung. Im Jahr 2021 lebten ca. 550 Juden in Neuss.

## Politik
An der Spitze der Stadt Neuss standen zunächst Schultheiß und Schöffen als erzbischöfliche Ministeriale. Im 13. Jahrhundert waren es 12 oder 14 Ministeriale. Unter Konrad von Hochstaden gab es auch einen Rat, deren Mitglieder die „officiati“ waren. Später gab es innerhalb des Rates Seniores und Subseniores. Die Mitgliedschaft im Rat bestand auf Lebenszeit. Die Zahl der Schöffen und Ratsmitglieder wurde im 18. Jahrhundert bis auf sechs reduziert. Ab 1771 gab es jeweils fünf Schöffen und fünf Ratsherren. In französischer Zeit stand ein Maire an der Spitze der Stadt. Dieser hatte zwei Beigeordnete und einen Gemeinderat mit 30 Mitgliedern an seiner Seite. Ab 1845 waren es nur noch 18 Ratsmitglieder. In preußischer Zeit (ab 1816) leitete der Bürgermeister und die Beigeordneten sowie der Stadtrat die Verwaltung von Neuss. 1856 wurde die Rheinische Städteordnung eingeführt. Nach dem Ausscheiden aus dem Kreis Neuss 1913 trug der Bürgermeister den Titel „Oberbürgermeister“.
Während der Zeit des Nationalsozialismus wurde der Oberbürgermeister von der NSDAP eingesetzt. Nach dem Zweiten Weltkrieg setzte die Militärregierung der Britischen Besatzungszone einen neuen Oberbürgermeister ein, und 1946 führte sie die Kommunalverfassung nach britischem Vorbild ein. Danach gab es einen vom Volk gewählten „Rat der Stadt“, dessen Mitglieder man als „Stadtverordnete“ bezeichnete. Der Rat wählte anfangs aus seiner Mitte den Oberbürgermeister als Vorsitzenden und Repräsentanten der Stadt; dieser war ehrenamtlich tätig. Außerdem wählte der Rat ab 1946 einen hauptamtlichen Oberstadtdirektor als Leiter der Stadtverwaltung. Nach dem Verlust der Kreisfreiheit 1975 trugen – nach einer Übergangszeit – der Ratsvorsitzende wieder den Titel Bürgermeister und der Leiter der Verwaltung den Titel Stadtdirektor. 1998 wurde die Doppelspitze in der Stadtverwaltung aufgegeben. Seither gibt es nur noch den hauptamtlichen Bürgermeister. Dieser ist Vorsitzender des Rates, Leiter der Stadtverwaltung und Repräsentant der Stadt. Er wurde 1999 erstmals direkt vom Volk gewählt.

### Stadtrat
- PARTEI: 1
- Linke: 2
- Tier. hier: 1
- SPD: 19
- Grüne: 8
- Aktiv für Neuss: 1
- FDP: 2
- UWG/Freie Wähler: 1
- CDU: 21
- AfD: 2

Aktuelle Sitzverteilung nach Fraktionen
(Stand Oktober 2020)
| CDU | SPD | Grüne | Fraktion JETZT! | Die PARTEI / Linke       | Linke/ Tierschutz        | AfD | fraktionslos                    | Gesamt |
| --- | --- | ----- | --------------- | ------------------------ | ------------------------ | --- | ------------------------------- | ------ |
| 21  | 19  | 4     | 4               | 2                        | 2                        | 2   | 4                               | 58     |
|     |     |       |                 | Die Linke 1 Die PARTEI 1 | Die Linke 1 Tierschutz 1 |     | FDP 2, UWG* 1 Aktiv für Neuss 1 |        |

* UWG: Unabhängige Wählergemeinschaft Neuss
Von 2009 bis 2014 bildeten CDU und FDP eine Koalition, die ihre Mehrheit bei der Wahl 2014 verloren hat. Für die Wahlperiode 2014 bis 2020 schlossen sich CDU und Grüne zu einer Koalition zusammen. Seit 2020 wird die Ratsmehrheit aus der sogenannten „Kooperation“ von SPD, Grünen, UWG und Aktiv für Neuss gebildet.

### Bürgermeister bzw. Oberbürgermeister seit 1801
| - 1801–1805: Franz Joseph Jordans, Bürgermeister - 1806–1814: Franz Carroux, Bürgermeister - 1814–1822: Heinrich Momm, Bürgermeister - 1823–1828: Anton Josef Reuter, Bürgermeister - 1828–1843: Carl Conrad Loerick, Bürgermeister - 1843–1849: Adam Breuer, Bürgermeister - 1849–1851: Heinrich Thywissen, Bürgermeister - 1851–1858: Michael Frings, Bürgermeister - 1858–1882: Johann Joseph Ridder, Bürgermeister - 1882–1889: Carl Wenders, Bürgermeister - 1890–1902: Engelbert Tilmann, Bürgermeister - 1902–1921: Franz Gielen, Oberbürgermeister - 1921–1930: Heinrich Hüpper, Oberbürgermeister | - 1930–1934: Wilhelm Henrichs, Zentrum, Oberbürgermeister - 1934–1938: Wilhelm Gelberg, NSDAP, Oberbürgermeister - 1938–1945: Wilhelm Tödtmann, NSDAP, Oberbürgermeister - 1945–1946: Josef Nagel, Oberbürgermeister - 1946: Josef Schmitz, Oberbürgermeister - 1946–1961: Alfons Frings, CDU, Oberbürgermeister - 1961–1967: Peter Wilhelm Kallen, Oberbürgermeister - 1967–1982: Herbert Karrenberg, CDU, Oberbürgermeister - 1982–1987: Hermann Wilhelm Thywissen, CDU, Oberbürgermeister (ab 1984 Bürgermeister) - 1987–1998: Bertold Reinartz, CDU, Bürgermeister - 1998–2015: Herbert Napp, CDU, Bürgermeister - seit 2015: Reiner Breuer, SPD, Bürgermeister |

### Stadtdirektoren bzw. Oberstadtdirektoren 1946–1998
- 1946–1960: Josef Nagel, Oberstadtdirektor
- 1960–1971: Günther Kuhnt, Oberstadtdirektor
- 1971–1985: Franz Josef Schmitt, Oberstadtdirektor
- 1985–1992: Hans-Heinrich Grosse-Brockhoff, Stadtdirektor
- 1992–1998: Bernhard Wimmer, Stadtdirektor

### Wappen

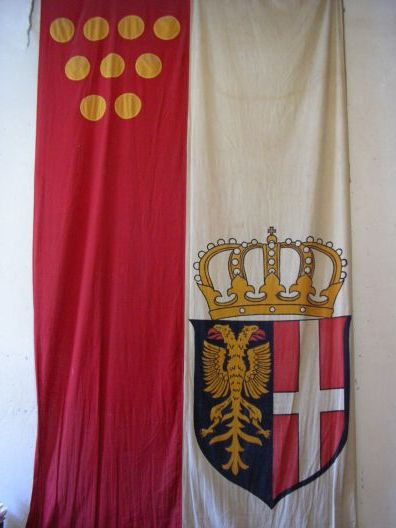
Stadtfahne von Neuss

Geschichte / Blasonierung des Neusser Wappens:
| Wappen von Neuss | Blasonierung: „Das Wappen der Stadt Neuss zeigt auf einem von Schwarz und Rot gespaltenen Schild im schwarzen Feld einen rot bewehrten, goldenen (gelben) Doppeladler, im roten Feld ein durchgehendes silbernes (weißes) Kreuz. Das Wappen wird von einer goldenen (gelben) deutschen Kaiserkrone gekrönt. Als Wappenhalter dienen zwei rotbewehrte goldene (gelbe) Löwen.“ |
| Wappen von Neuss | Wappenbegründung: Die Stadt Neuss zählt zu den ältesten rheinischen Städten, die ein Wappen und ein Siegel geführt haben. Das Wappen selbst ist eines der historisch bedeutsamsten deutschen Wappen und Sinnbild für die jahrhundertelange wechselvolle Geschichte. Im ältesten Wappenschild, der bereits seit dem Jahr 1217 belegt ist, stand ein weißes Kreuz auf rotem Grund. Das Kreuz ist schon in alten Stadtsiegeln des 12. Jahrhunderts nachweisbar. Vermutlich handelt es sich um ein Kreuzfahrer- oder Geleitzeichen. Nachdem Neuss die Belagerung durch Karl den Kühnen 1475 erfolgreich abgewehrt hatte, belohnte Kaiser Friedrich III. die Stadt und ihre Bürger mit zahlreichen Privilegien. Dazu zählte nicht nur das Recht, mit rotem Wachs zu siegeln. Neuss wurde auch ein neues Wappen verliehen, das die Stadt vor den meisten anderen deutschen Städten auszeichnete. Sie wurde zwar nicht wie Köln zur Reichsstadt erhoben, durfte aber fortan die Symbole des Reiches, den doppelköpfigen Adler im schwarzen Schild führen, bekrönt durch die Kaiserkrone (die damals nur an Neuss und Amsterdam verliehen wurde). Der Adler symbolisierte das Reich, wodurch die Verleihung des Wappens durch den Kaiser zum Ausdruck kam. Nach 1550 wurden das alte und das neue Wappen in einem Schild vereinigt. Seitdem lautet die heraldische Beschreibung des Stadtwappens: „Das (sic) Schild von Schwarz und Rot gespalten, vorne (oder rechts) ein doppelköpfiger Adler, hinten (oder links) ein durchgehendes silbernes Kreuz. Das (sic) Schild ist bedeckt von der goldenen Kaiserkrone. Als Schildhalter zwei goldene Löwen“. Die Löwen als Schildhalter sind eine Zutat, die nicht zum eigentlichen Wappen gehören, sich aber eingebürgert haben und um 1638 zum ersten Mal erschienen sind. |

### Banner und Flagge
|  | 00Banner: „Das Banner ist rot-weiß gespalten mit dem aufgelegten Wappen oberhalb der Mitte des weißen Streifens; im Obereck des roten Streifens neun 4:3:2 gestellte gelbe Kugeln (das so genannte Quirinus-Wappen).“ |
|  | 00Hissflagge: „Die Flagge ist rot-weiß geteilt mit dem Wappen in der Mitte; im oberen Liek neun 4:3:2 gestellte gelbe Kugeln.“                                                                                        |

### Städte- und Kreispartnerschaften
Neuss unterhält mit folgenden Städten eine Städtepartnerschaft:
| - Châlons-en-Champagne, Frankreich, seit 1972 - Pskow, Russland, seit 1990 - Rijeka, Kroatien, seit 1990 |  | - Saint Paul, Vereinigte Staaten, seit 1999 - Nevşehir, Türkei, seit 2007 - Bolu, Türkei (Städtefreundschaft), seit 2008 - Herzlia, Israel, seit 2023 |

### Haushalt
Ende 2010 wies die Stadt Neuss eine Verschuldung von 735,6 Millionen Euro auf. Die Gewerbesteuereinnahmen betrugen im Jahr 2011 bei einem Gewerbesteuerhebesatz von 445 Prozent 139 Millionen Euro. Nachdem die städtische Ausgleichsrücklage bei ihrer erstmaligen Ermittlung (2007) einen Wert von 64,9 Millionen Euro aufwies, schmolz die Rücklage kontinuierlich ab und war im Jahr 2012 aufgebraucht.

## Wirtschaft und Infrastruktur

### Wirtschaft

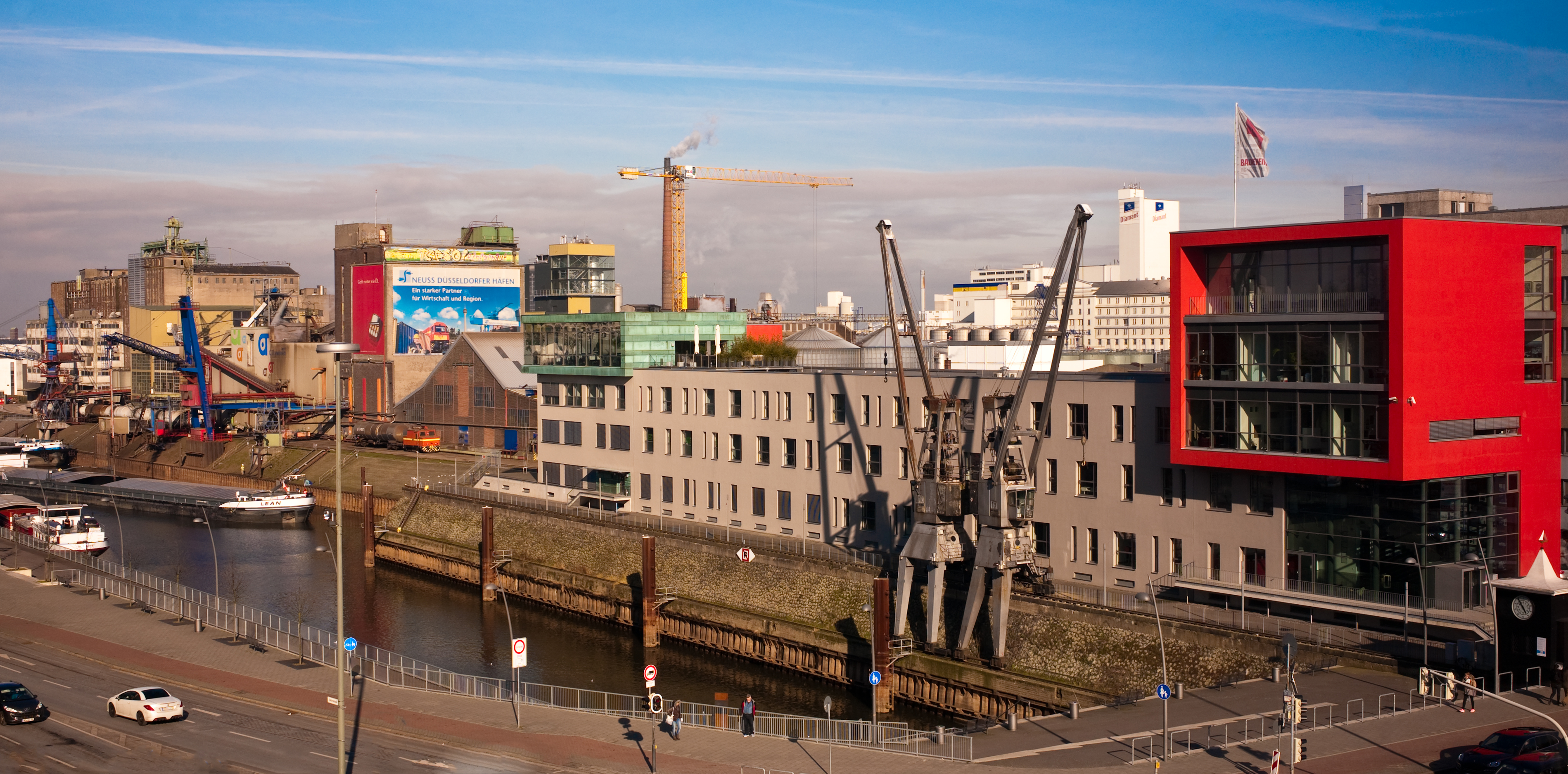
Neuss Hafen

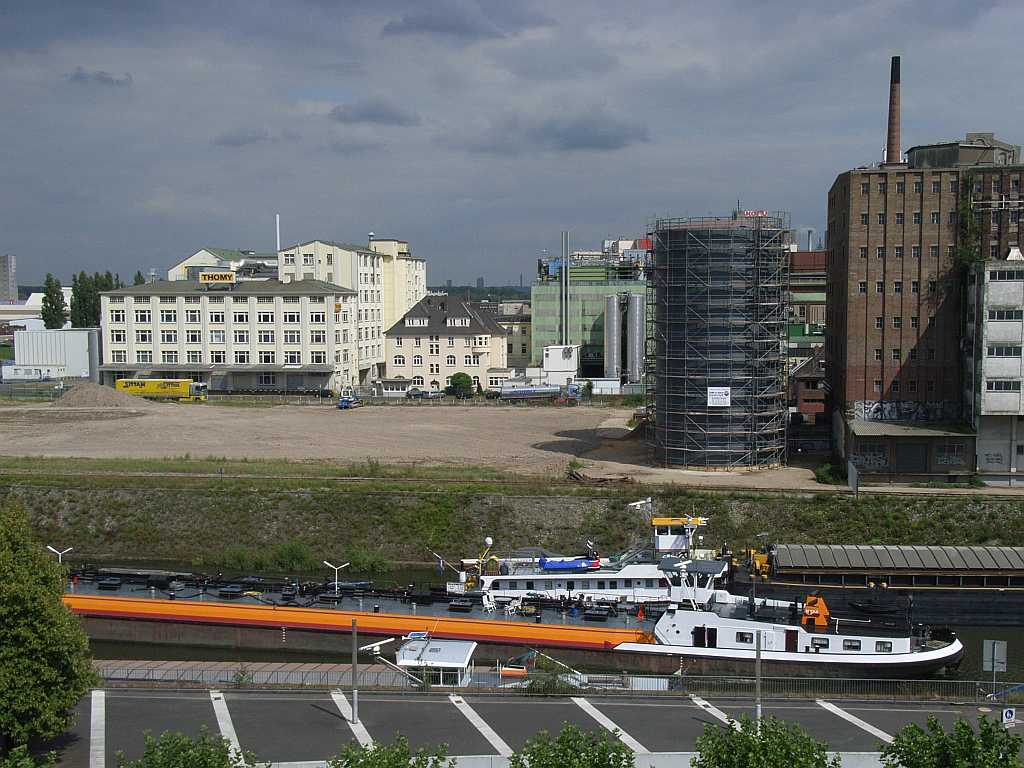
Industriehafen

Die Neusser Wirtschaft wird geprägt von der Industrie am Neusser Hafen, verarbeitendem Gewerbe und Dienstleistungsgewerbe. Im Hafen dominieren Ölmühlen, Massengut- und Containerumschlag, die früher bedeutende Landmaschinenproduktion gibt es heute nicht mehr. Seit 2003 werden die Häfen Neuss und Düsseldorf von einer gemeinsamen Gesellschaft mit Sitz in Neuss verwaltet. Dabei erfüllt die Neusser Eisenbahngesellschaft eine wichtige Funktion. Außer im Hafen gibt es größere Gewerbegebiete im nahen Hammfeld sowie im Süden der Stadt (Taubental).
In der Neusser Wirtschaft spielen Eisen-, Aluminium- und Papierverarbeitung eine große Rolle. Auch die Lebensmittelindustrie ist hier vertreten. Ein zunehmend stärkeres Gewicht bekamen in den letzten Jahrzehnten die Bereiche Technologie, Logistik und Handel. Ebenso für den Wirtschaftsstandort Neuss spricht die gute Anbindung an das Luftdrehkreuz Flughafen Düsseldorf sowie den zurzeit nicht in den Linienflugverkehr eingebundenen, aber von Privatmaschinen angeflogenen Verkehrslandeplatz Mönchengladbach.

### Verkehr

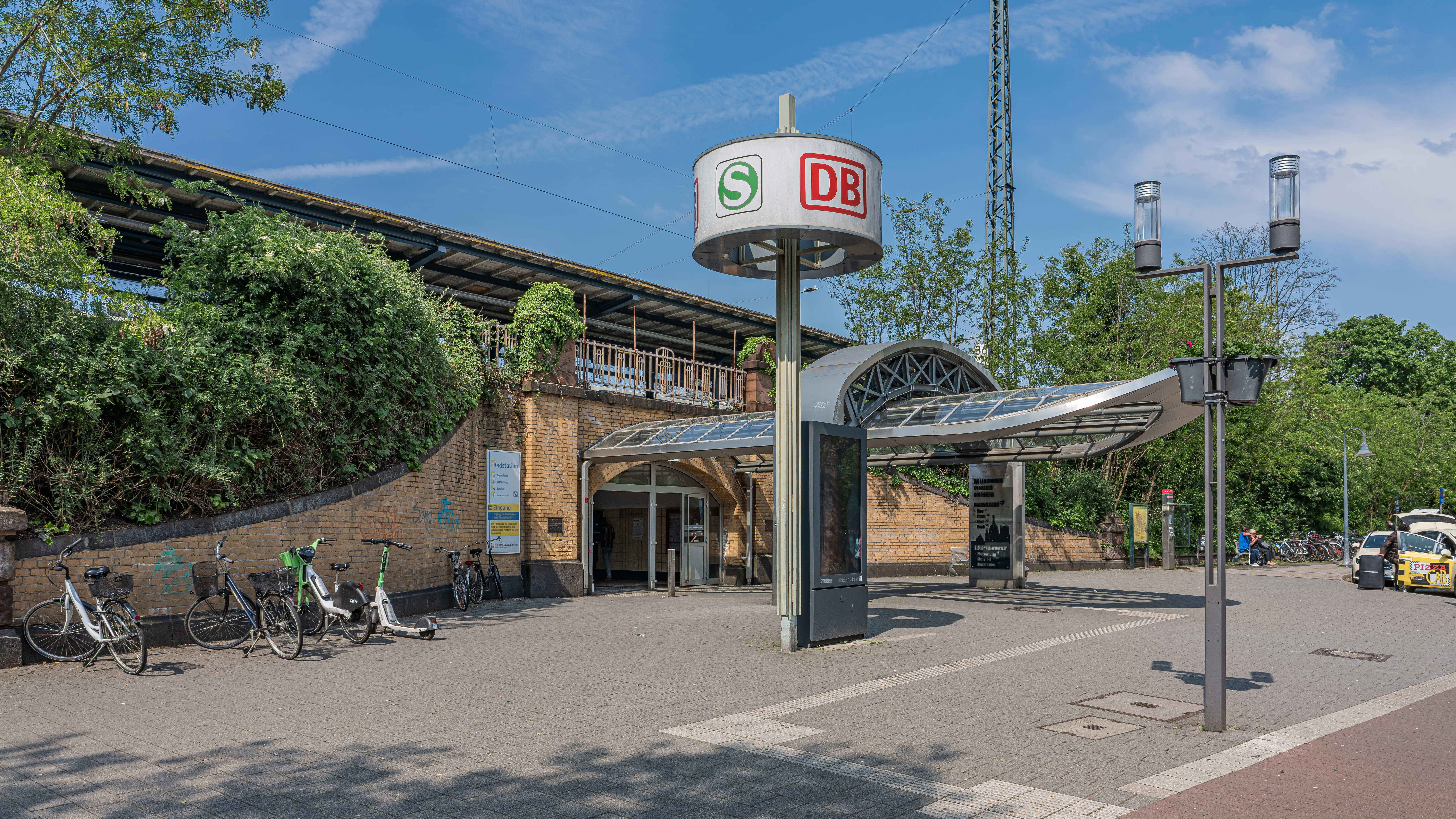
Neuss Hauptbahnhof

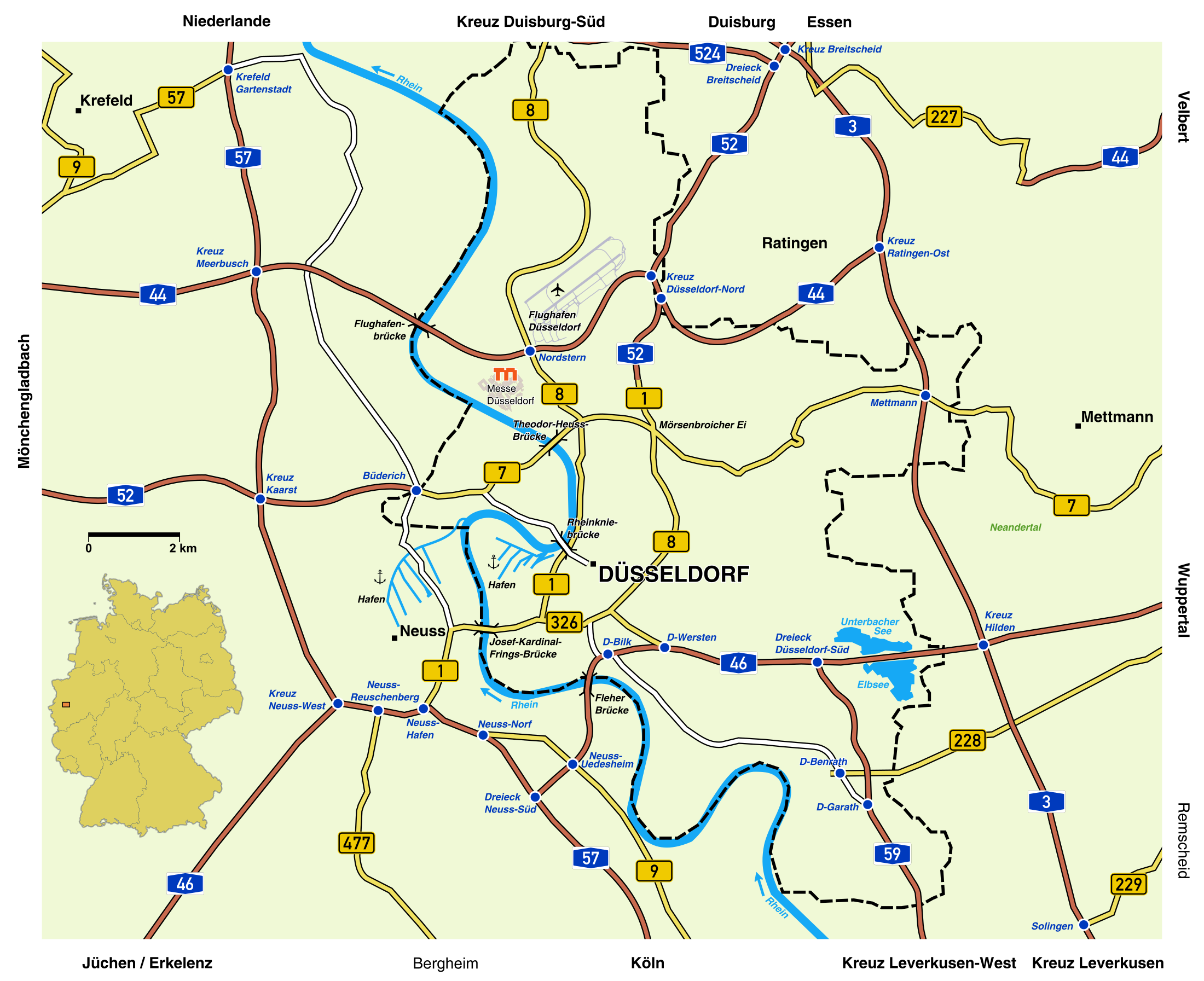
Dichtes Autobahnnetz im Großraum Düsseldorf zu dem auch Neuss gehört

Durch das Stadtgebiet von Neuss führt in nordsüdlicher Richtung die A 57 (Köln–Nimwegen), die sich im Westen und Süden der Stadt mit der A 46 (AK Neuss-West: Lüttich (Liège)/Aachen / Heinsberg / AK Neuss-Süd: Wuppertal) kreuzt. Im Norden bildet die A 52 Mönchengladbach–Düsseldorf vom Kaarster Kreuz bis zur Abfahrt Büderich die Stadtgrenze.
Der Hauptbahnhof Neuss liegt sowohl an der Bahnstrecke Mönchengladbach–Düsseldorf als auch an der linksniederrheinischen Strecke Nimwegen–Krefeld–Neuss–Köln. Außerdem beginnen die Strecke nach Bedburg (ehemals nach Düren) und die Regiobahn-Strecke Neuss–Kaarst in Neuss. Die frühere Bedeutung von Neuss als Eisenbahnknotenpunkt ist nach der Aufgabe des Personenfernverkehrs, von einem einzigen ICE-Zug Berlin – Mönchengladbach pro Woche abgesehen (Sonntag nach Berlin, Freitag von Berlin), täglich fährt ein IC-Zug Berlin – Köln, und der Schließung des Rangierbahnhofs im teilweise zurückgebauten Güterbahnhof zurückgegangen. Letzterer ist aber dennoch heute der größte Güterbahnhof des Eisenbahnkomplexes Düsseldorf mit Anschlussbahn zum Hafen (Neusser Eisenbahn).
Den öffentlichen Personennahverkehr (ÖPNV) bedienen zahlreiche Buslinien der Stadtwerke Neuss und der DB Rheinlandbus sowie die Stadtbahn U75 und die Straßenbahnlinie 709 der Rheinbahn. Pläne, die Linie 709 zugunsten einer reinen Fußgängerzone aus dem Hauptstraßenzug zu verlegen, wurden 1997 und 2007 mittels Bürgervoten verworfen.
Neuss ist mit den S-Bahn-Linien S8 (Mönchengladbach Hbf – Korschenbroich – Neuss Hbf – Düsseldorf Hbf – Erkrath – Wuppertal Hbf – Hagen Hbf) der S-Bahn Rhein-Ruhr, S11 (Düsseldorf Flughafen Terminal – Düsseldorf Hbf – Neuss Hbf – Dormagen – Köln-Chorweiler – Köln Hbf – Köln Messe/Deutz – Bergisch Gladbach) der S-Bahn Köln und S28 (Kaarster See – Neuss Hbf – Düsseldorf Hbf – Mettmann Zentrum – Wuppertal Hbf) der RegioBahn an das S-Bahn-Netz angeschlossen. Alle Linien sind zu einheitlichen Preisen innerhalb des Verkehrsverbundes Rhein-Ruhr (VRR) zu benutzen. Eine Ausnahme bildet die S11; im Haltepunkt Dormagen Chempark wird die Grenze zum Verkehrsverbund Rhein-Sieg (VRS) erreicht. Außerdem führen noch Regionalverkehrslinien der Eurobahn und VIAS und von National Express durch Neuss, diese halten (ausgenommen VIAS RB39) nur am Hauptbahnhof.
Der Neusser Rheinhafen mit einem Güterumschlag von etwa 5 Millionen Tonnen pro Jahr ist der südlichste Rheinhafen, der nicht nur von Binnenschiffen, sondern auch von Küstenmotorschiffen angelaufen werden kann.
Neuss ist an mehrere nationale und internationale Radwege angeschlossen: u. a. an den Rheinradweg und an den Fietsallee am Nordkanal.

### Medizinische Versorgung
Neuss hat folgende Kliniken und Krankenhäuser:
- das Rheinland Klinikum Neuss (entstanden 2019 durch Fusion aus den Städtischen Kliniken Neuss[72]) mit dem Lukaskrankenhaus und der Rheintor-Klinik[73]
- die Gruppe der St.-Augustinus-Kliniken mit dem Johanna-Etienne-Krankenhaus und dem Fachkrankenhaus für Psychiatrie und Psychotherapie St. Alexius-/St. Josef-Krankenhaus.

### Medien
Als Tageszeitung erscheint die Neuß-Grevenbroicher Zeitung (NGZ), die seit März 2009 vollständig zur Mediengruppe Rheinische Post gehört. Der Lokalteil umfasst dabei täglich über zehn Seiten. Darunter auch die lokalen Ressorts Wirtschaft, Kultur und Sport. Ein täglicher Neusser Lokalteil befindet sich auch in der Westdeutschen Zeitung. Seit dem 11. September 2014 werden die Texte dafür jedoch von der NGZ zugeliefert.
Als lokaler Radiosender sendet „NE-WS 89.4“ sein Programm im Rahmen der NRW-Lokalradios. In Teilen von Neuss (und in Korschenbroich, Jüchen und Meerbusch) erscheint die Rheinische Post mit täglichen eigenen Lokalseiten.
Von 1870 bis 1940 erschien die Neußer Zeitung.

### Bildung

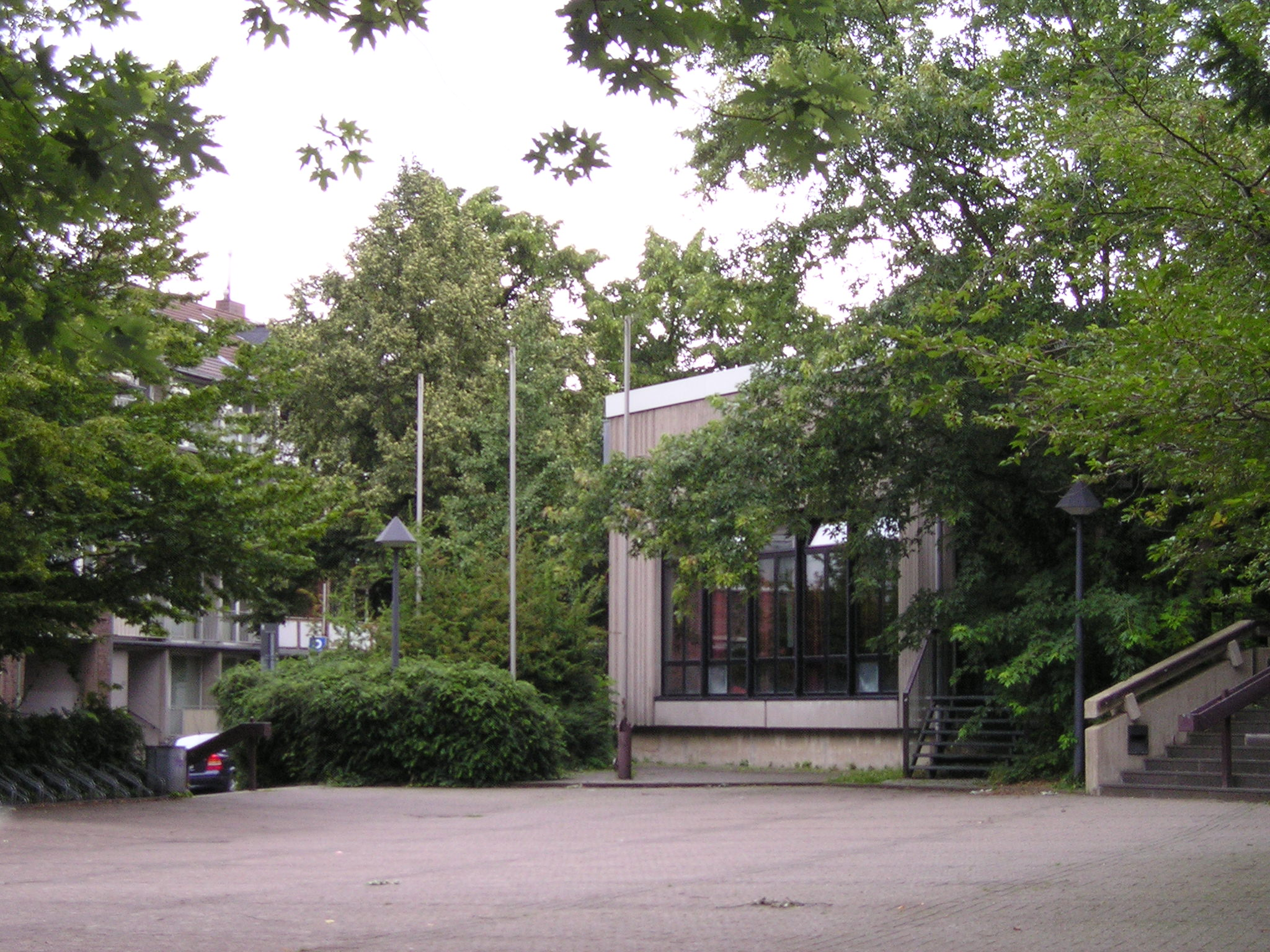
Quirinus-Gymnasium

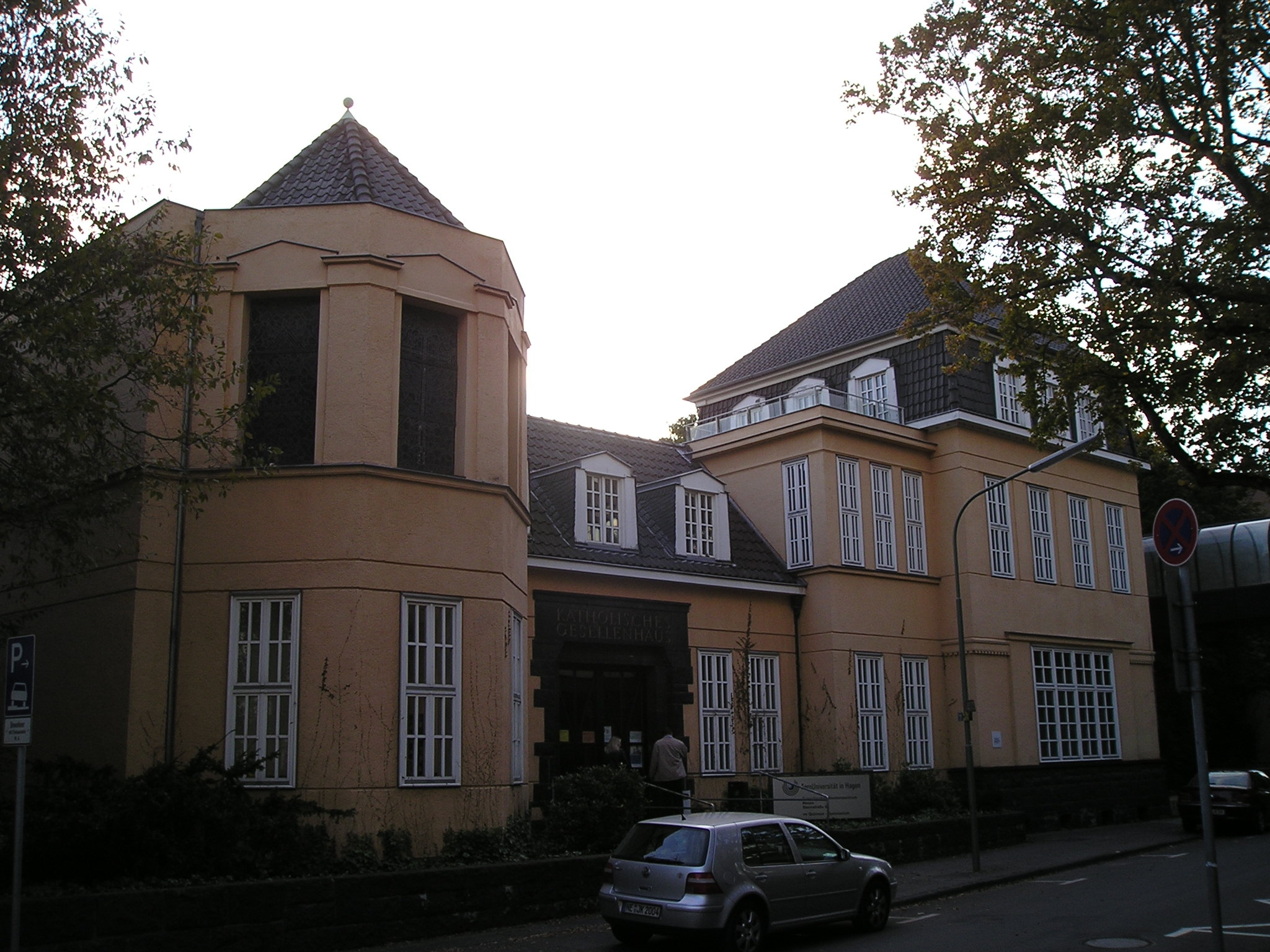
Früheres Katholisches Gesellenhaus, genutzt vom Quirinus-Gymnasium

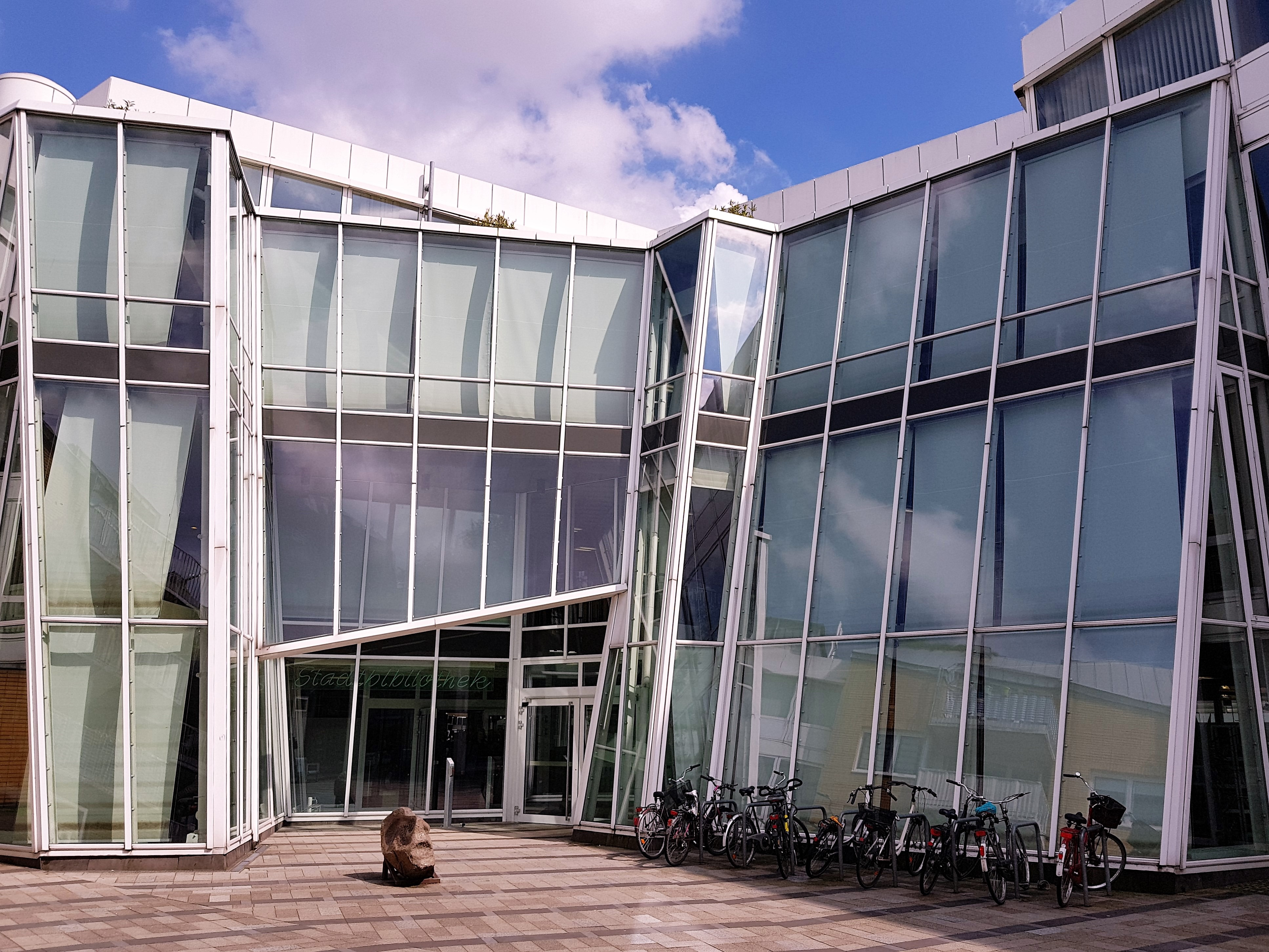
Die Stadtbibliothek Neuss am Neumarkt 10

Die Stadt hat 24 Grundschulen. Davon sind 9 katholisch, 2 evangelisch und 13 sind Gemeinschaftsgrundschulen. Hauptschulen gibt es im Stadtgebiet keine mehr. Die letzte Hauptschule (Maximilian-Kolbe-Schule) wurde mit Beginn der Sommerferien 2019 geschlossen. Von den Realschulen blieb eine von ehemals vier übrig. Es gibt noch sechs Gymnasien, fünf Gesamtschulen und vier Förderschulen. Das Erzbischöfliche Gymnasium Marienberg und das Berufskolleg Marienberg sind reine Mädchenschulen. Zusätzlich befindet sich am Konrad-Adenauer-Ring die Internationale Schule am Rhein (ISR), die Grundschule und weiterführende Schule anbietet. Die Sekundarschule Neuss wurde im Juni 2023, das Erzbischöfliche Friedrich-Spee-Kolleg wurde Anfang 2024 geschlossen.
Weiterführende Schulen:
| Schulnummer | Schulform    | Schulname                              | Anzahl der Lernenden |
| ----------- | ------------ | -------------------------------------- | -------------------- |
| 189868      | Gesamtschule | Janusz-Korczak-Gesamtschule            | 913                  |
| 191486      | Gesamtschule | Gesamtschule an der Erft               | 851                  |
| 196174      | Gesamtschule | Gesamtschule Nordstadt                 | 1059                 |
| 198894      | Gesamtschule | Gesamtschule Norf                      | 1233                 |
| 100052      | Gesamtschule | Comenius-Schule (seit Sommer 2018)     | 1015                 |
| 194293      | Realschule   | Rita-Süssmuth-Realschule Holzheim      | 482                  |
| 165130      | Gymnasium    | Quirinus-Gymnasium                     | 910                  |
| 165141      | Gymnasium    | Nelly-Sachs-Gymnasium                  | 878                  |
| 165165      | Gymnasium    | Alexander-von-Humboldt-Gymnasium Neuss | 962                  |
| 165189      | Gymnasium    | Marie-Curie-Gymnasium                  | 844                  |
| 165785      | Gymnasium    | Gymnasium Norf                         | 1291                 |
| 165153      | Gymnasium    | Gymnasium Marienberg                   | 935                  |
| 194360      | Förderschule | Joseph-Beuys-Schule                    | 114                  |
| 185917      | Förderschule | Schule am Nordpark                     | 180                  |
| 193276      | Förderschule | Herbert-Karrenberg-Schule              | 229                  |
| 186168      | Förderschule | Michael-Ende-Schule                    | 208                  |

Grundschulen:
| Schulnummer | Schulform   | Schulname                              | Anzahl der Lernenden |
| ----------- | ----------- | -------------------------------------- | -------------------- |
| 104164      | Grundschule | Adolf Clarenbach Schule                | 267                  |
| 104103      | Grundschule | Albert-Schweitzer-Schule               | 214                  |
| 104280      | Grundschule | Burgunderschule                        | 255                  |
| 104188      | Grundschule | Die Brücke                             | 402                  |
| 104310      | Grundschule | Dreikönigenschule                      | 164                  |
| 104190      | Grundschule | Friedrich-von-Bodelschwingh Schule     | 219                  |
| 183880      | Grundschule | Gebrüder Grimm Schule                  | 228                  |
| 108133      | Grundschule | Geschwister-Scholl-Schule              | 212                  |
| 104279      | Grundschule | Görresschule                           | 357                  |
| 199357      | Grundschule | Grundschule Allerheiligen              | 318                  |
| 104243      | Grundschule | Karl-Kreiner-Schule                    | 339                  |
| 104231      | Grundschule | Kreuzschule                            | 227                  |
| 104220      | Grundschule | Leoschule                              | 238                  |
| 104206      | Grundschule | Martin-Luther-Schule                   | 200                  |
| 107700      | Grundschule | Martinus-Schule Holzheim               | 316                  |
| 104115      | Grundschule | Münsterschule                          | 202                  |
| 104139      | Grundschule | Pestalozzischule                       | 290                  |
| 107773      | Grundschule | Richard-Schirrmann-Schule              | 211                  |
| 108145      | Grundschule | St. Andreas-Schule                     | 241                  |
| 104292      | Grundschule | St. Hubertus Schule                    | 154                  |
| 104140      | Grundschule | St. Konrad Schule                      | 317                  |
| 104127      | Grundschule | St. Martinus Schule                    | 171                  |
| 108157      | Grundschule | St. Peter-Schule                       | 404                  |
| 107694      | Grundschule | St.-Stephanus-Schule                   | 113                  |
| 195340      | Grundschule | Städt. Gemeinschaftsgrundschule Kyburg | 318                  |

Ergänzt wird das Angebot durch das Berufskolleg für Technik und Informatik, das Weiterbildungskolleg Theodor-Schwann-Kolleg mit Abendrealschule und Abendgymnasium ehemals in den Räumen des Alexander-von-Humboldt-Gymnasiums und im Neusser Norden, seit 2017 aber in den Räumen der Geschwister Scholl Hauptschule im Neusser Süden sowie die Volkshochschule. Weiterhin gibt es das Berufskolleg für Wirtschaft und Informatik des Rhein-Kreises Neussin der Neusser Innenstadt. Darüber hinaus gibt es mit der Neusser Privatschule auch eine Ergänzungsschule.
In Neuss besteht im Romaneum ein Studienzentrum der Fernuniversität Hagen. Am Hammfelddamm betreibt die FOM Hochschule für Oekonomie und Management einen ihrer Standorte. Die Räumlichkeiten der Rheinischen Fachhochschule Neuss für Internationale Wirtschaft befinden sich im Zentrum gegenüber dem Rathaus am Markt.
Die Katholische Arbeitsgemeinschaft für Weiterbildung e. V. unterhält in Neuss zwei Familienbildungsstätten, das Edith-Stein-Haus und das Willi-Graf-Haus.
Die medicoreha Welsink Akademie bietet mit ihren staatlich anerkannten Fachschulen für Physiotherapie und Ergotherapie über 300 Ausbildungsplätze und das duale Bachelor-Studium „Angewandte Therapiewissenschaften“ in Kooperation mit der Hochschule Niederrhein in der Akademie in Neuss an.
Das LTZ-Nießen ist eine Logistikschule im Rhein-Kreis Neuss und bietet geförderte und freiwirtschaftliche Maßnahmen in der Logistik an. So werden hier Facharbeiter und Meister ausgebildet, Jugendliche durch ausbildungsbegleitende Hilfen abH unterstützt.
Am Neumarkt 10 befindet sich die Stadtbibliothek mit über 160.000 analogen Medien. In den Räumlichkeiten finden zudem Veranstaltungen statt. Im Internet stehen rund 20.000 Medien zur Ausleihe bereit.

## Kultur und Sehenswürdigkeiten

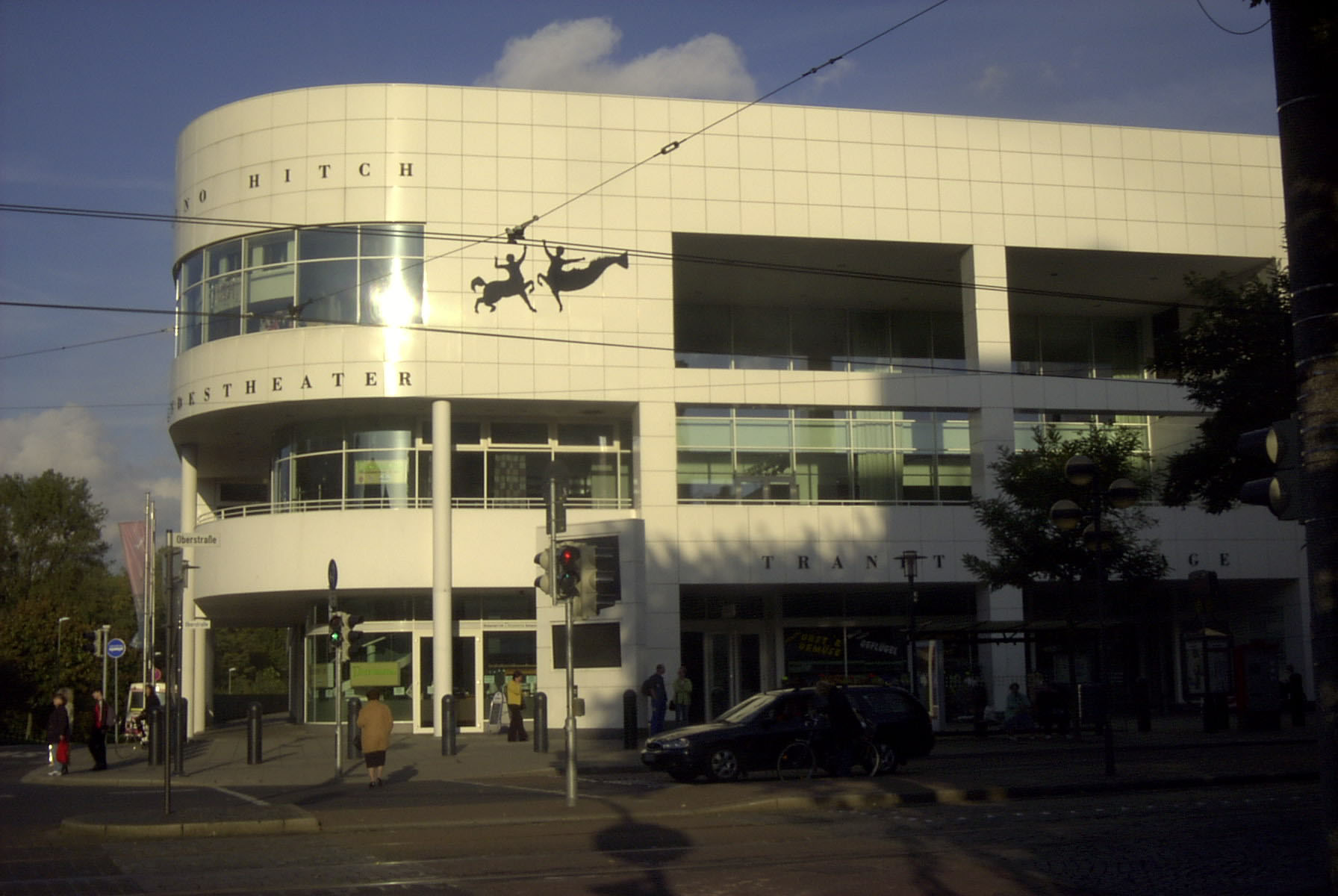
Rheinisches Landestheater

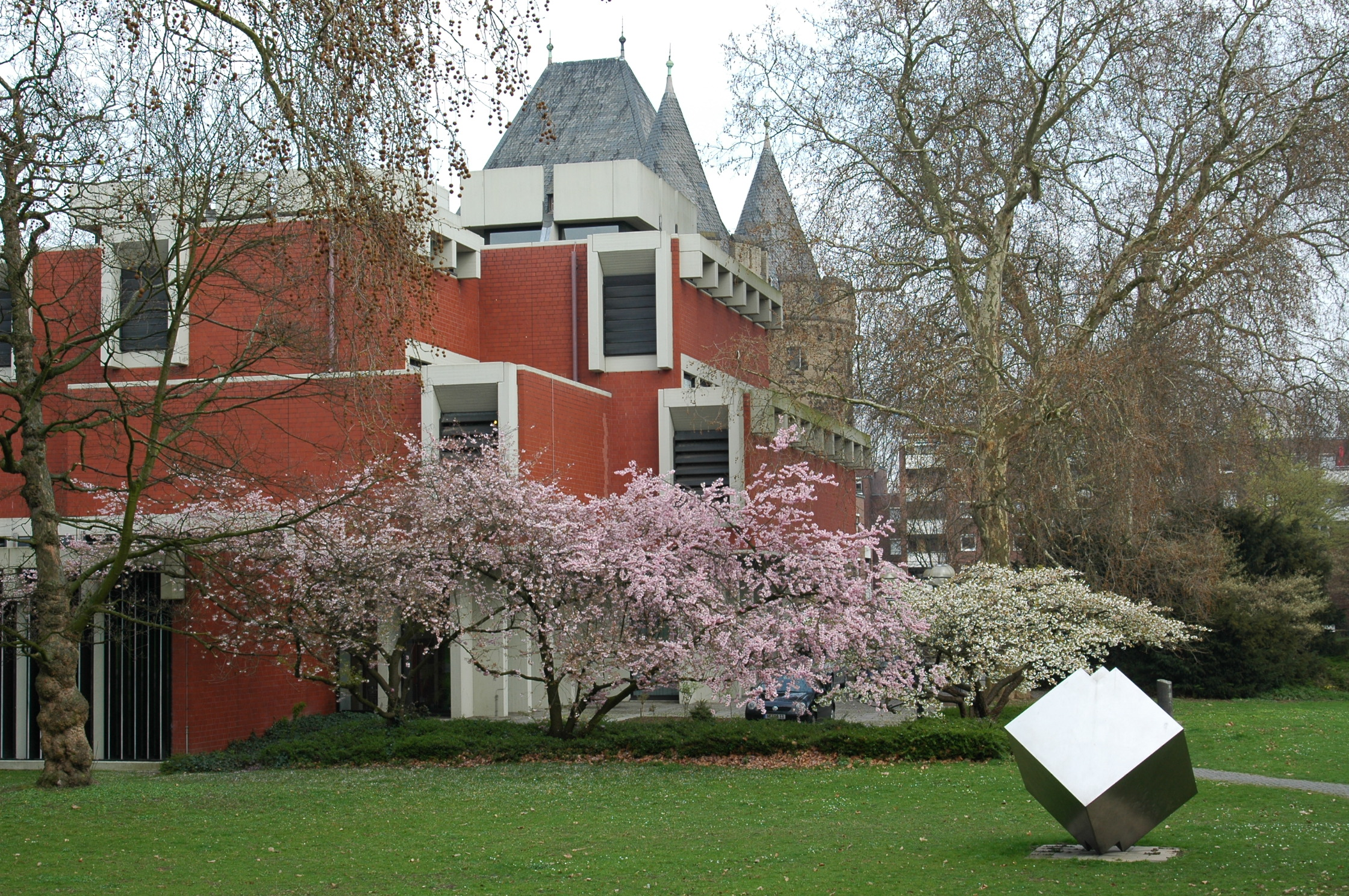
Clemens-Sels-Museum und Obertor

Haus Rottels

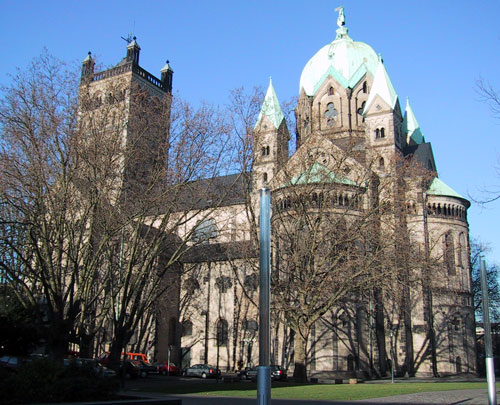
Quirinus-Münster

Obertor

Blutturm

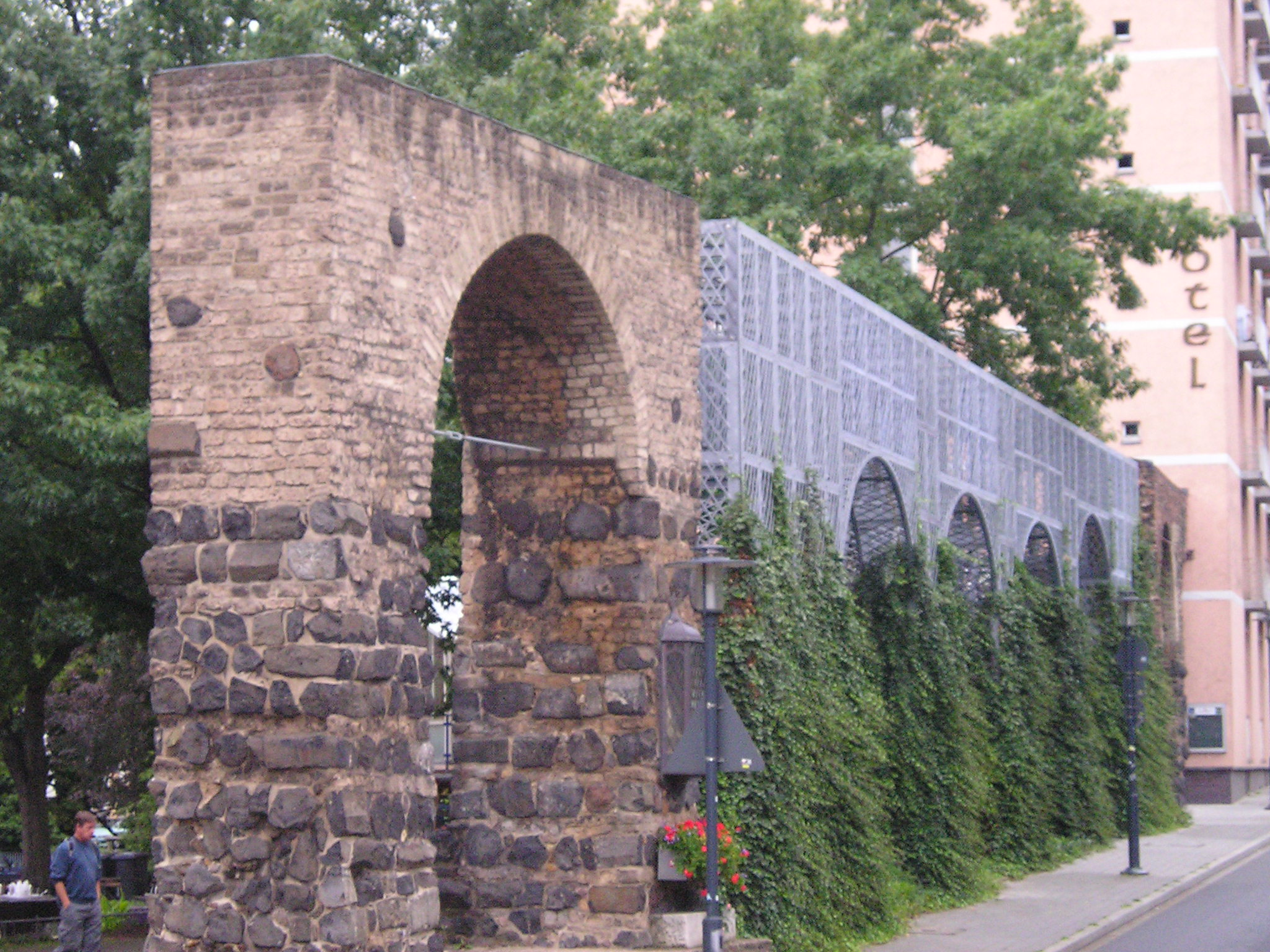
Rest des Hamtors

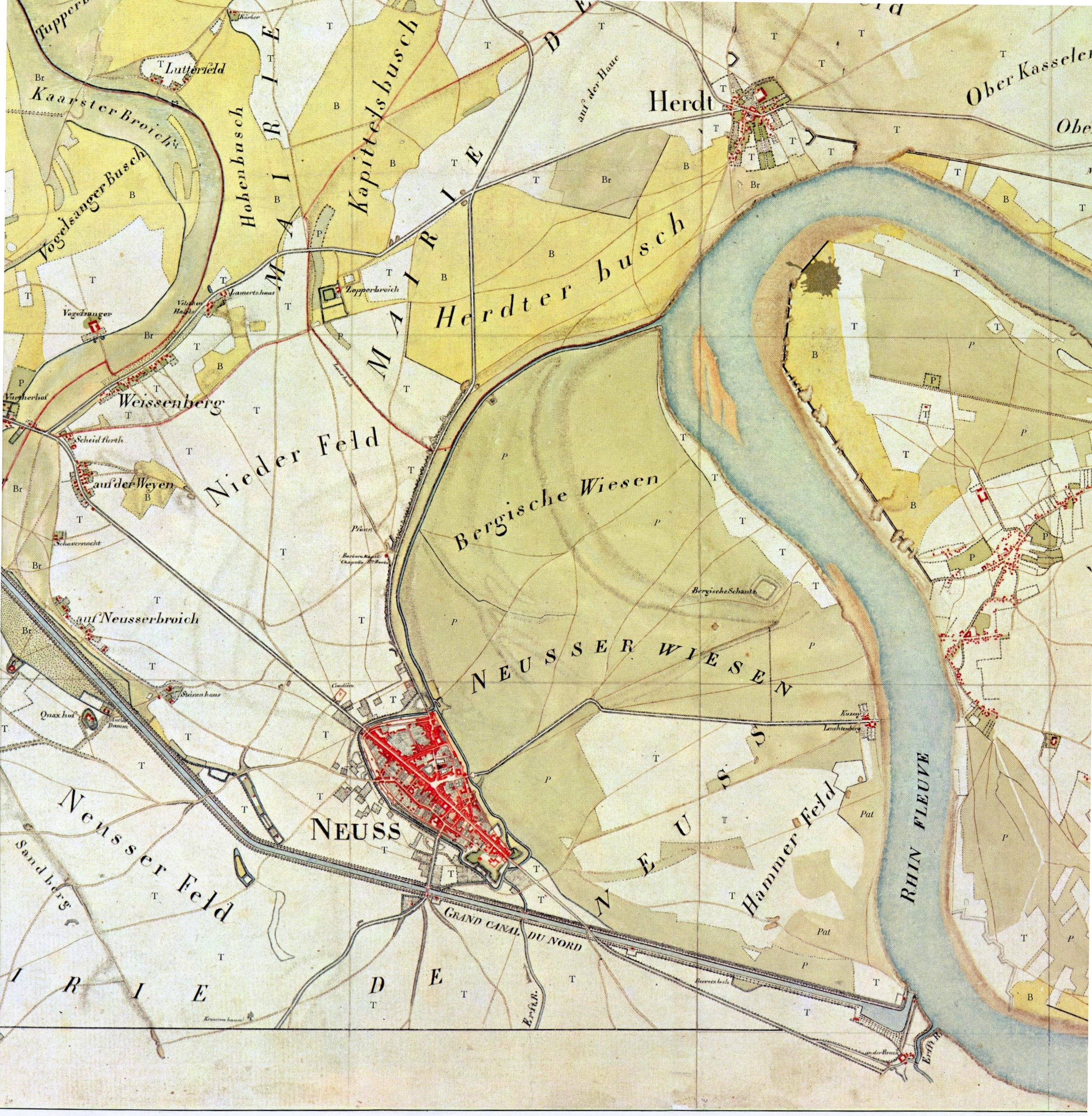
Ausschnitt der Tranchotkarte von 1805/06

### Theater
- Rheinisches Landestheater Neuss
- Globe-Theater, ein Nachbau des Londoner Originals, in dem jährlich das Shakespeare-Festival Neuss stattfindet
- Theaterkeller, das älteste freie Theater in Neuss
- Theater am Schlachthof

### Museen
- Clemens-Sels-Museum (Kunstsammlungen und historische Sammlungen) mit Feld-Haus (Museum für populäre Druckgrafik)
- Stiftung Insel Hombroich mit Museum Insel Hombroich (zeitgenössische Kunst) und Langen Foundation (zeitgenössische Kunst)
- Skulpturenhalle von Thomas Schütte (Ausstellungshalle)
- Haus Rottels (mit dem Rheinischen Schützenmuseum Neuss sowie der Stadthistorischen Abteilung des Clemens-Sels-Museums)
- „Historischer Rundgang“ durch das Areal der römischen Militärlager in Gnadental mit Kybele-Kultstätte (heidnische Kultstätte der Kybele)
- Botanischer Garten (idyllischer Außenbereich mit zwei Pflanzenschauhäusern)
- Kunst auf Selikum

### Musik
- Deutsche Kammerakademie Neuss[86]

### Bauwerke
- Quirinus-Münster: aus dem 13. Jahrhundert, dem Stadtpatron gewidmete spätromanische Kirche mit kuppelförmigem Ostturm (Wahrzeichen der Stadt) und historischer Seifert-Orgel (1907), seit 2009 Basilica minor.
- Marienkirche: der Hl. Mutter Gottes geweihte neogotische Kirche des Neusser Architekten Julius Busch mit sehenswerten Fenstern von Emil Wachter
- Obertor: mächtiges, um 1200 erbautes südliches Stadttor, heute Teil des Clemens-Sels-Museums. Letzte der ursprünglich sechs Torburgen der mittelalterlichen Stadtbefestigung. Dazu die Obertorkapelle (heutige Form von 1712), an der am 21. April 1475 ein Gelöbnis um Frieden abgelegt wurde.
- Blutturm: aus dem 13. Jahrhundert, der letzte erhaltene Rundturm der historischen Stadtmauer
- Bunker in Neuss
- Rekonstruktion eines römischen Wachturms am Reckberg in Grimlinghausen
- Kybele-Kultstätte: in Neuss-Gnadental im Pavillon „Fossa sanguinis“ (unbekannte Bedeutung, evtl. Bluttaufkeller des Kybele-Kultes)
- Nordkanal: aus der Zeit Napoleons
- Zum „Schwatte Päd“: von 1604, ältestes Gasthaus am Niederrhein
- Vogthaus „Haus zu den Hl. Drei Königen“: von 1597
- „Alte Kaffeehaus“: ältestes erhaltenes Haus von Neuss (1571), in der Michaelstraße
- Marien-Kapelle des Collegium Marianum: gestaltet vom Lichtkünstler Heinz Mack, (1988)
- St.-Sebastianus-Kirche: in der Innenstadt
- Christuskirche: Die späthistoristische Christuskirche ist die älteste evangelische Kirche der Stadt Neuss
- Skihalle Neuss in Grefrath

#### Kunst und Denkmäler
Siehe: Liste von Kunstwerken im öffentlichen Raum in Neuss

#### Galerie

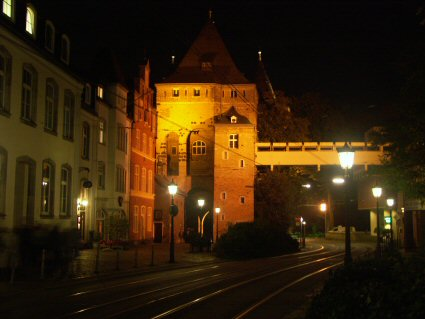
Obertor Stadtseite
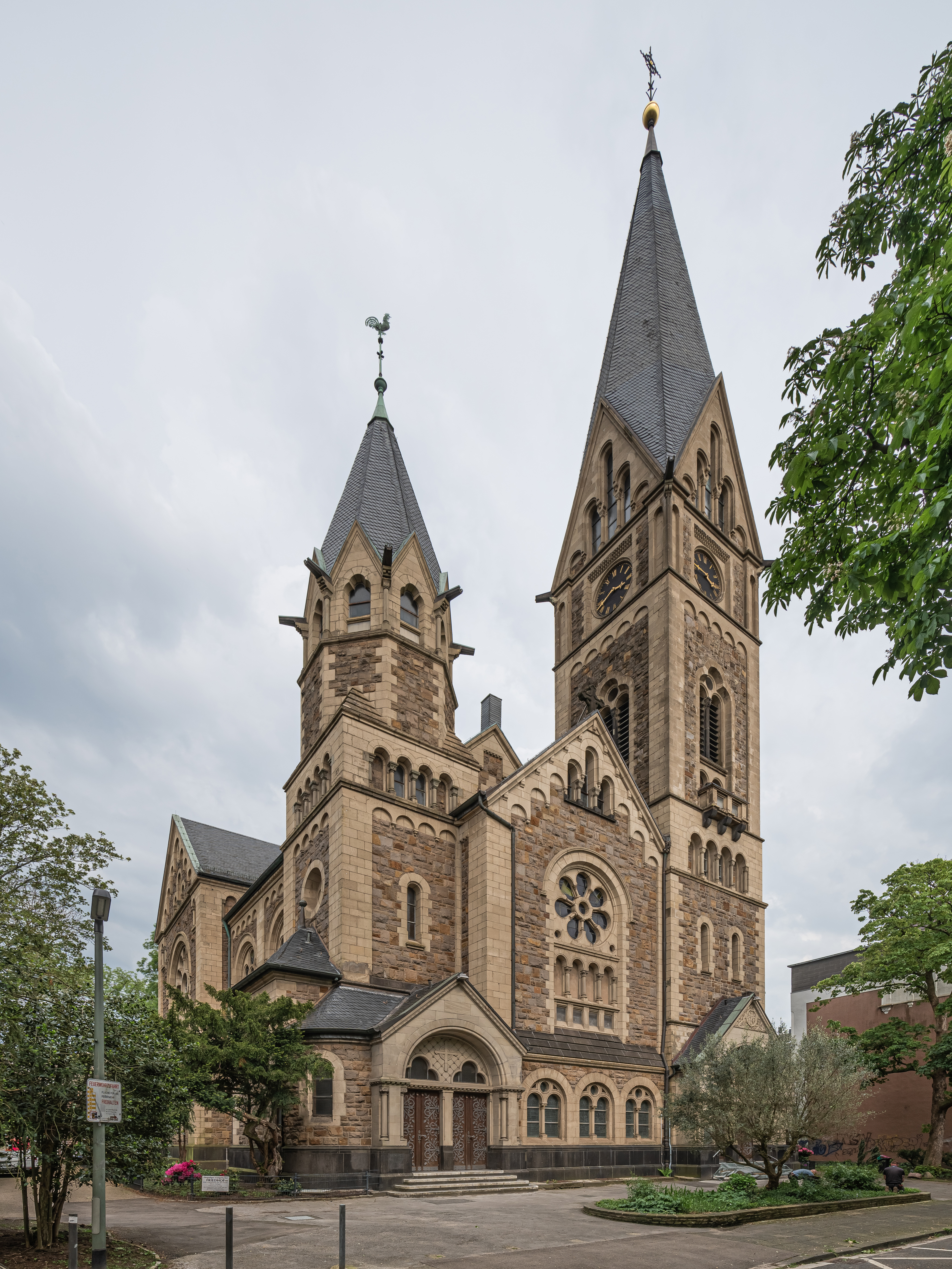
Evangelische Christuskirche
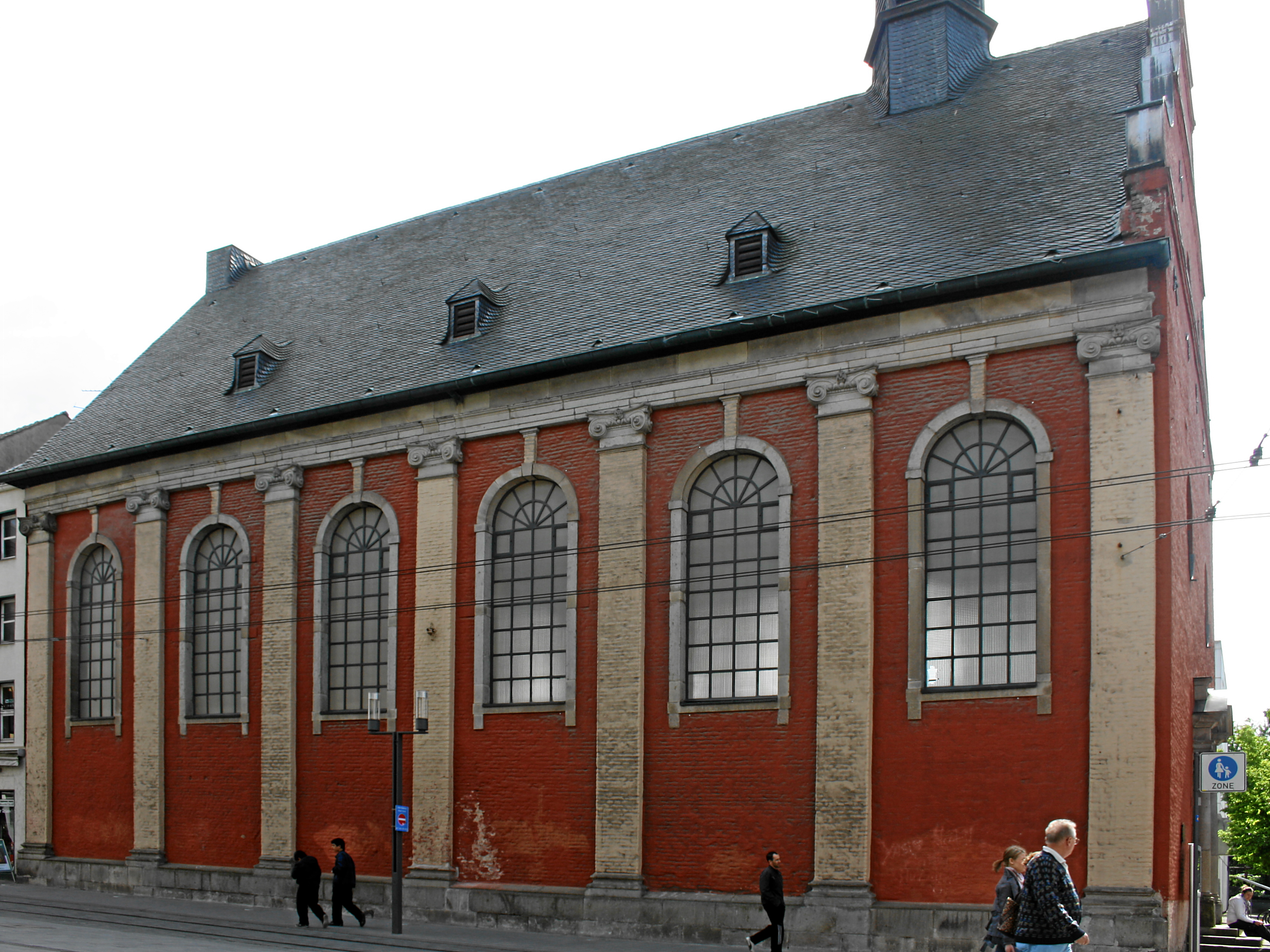
St.-Sebastianus-Kirche
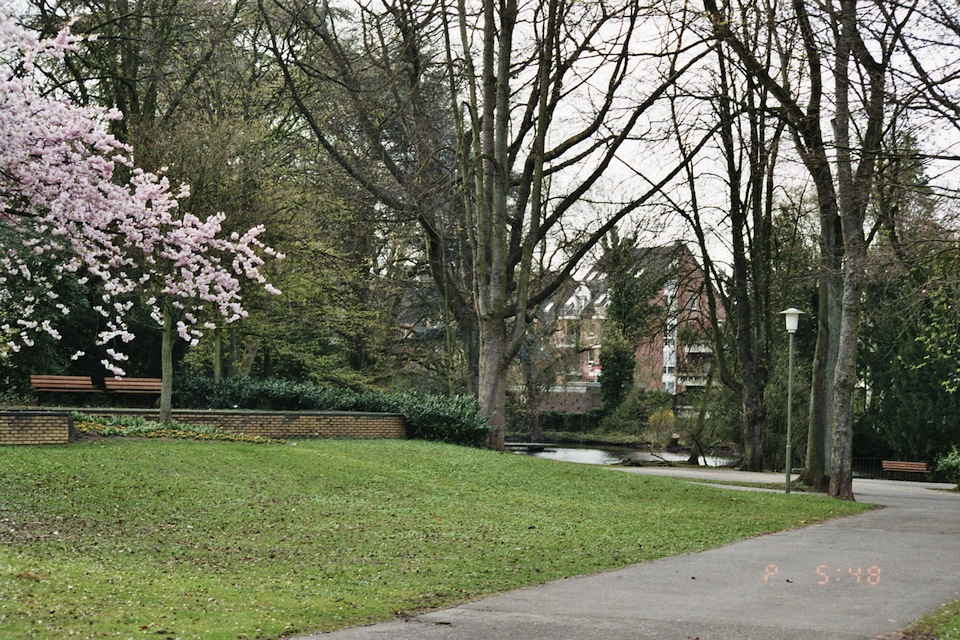
Stadtgarten
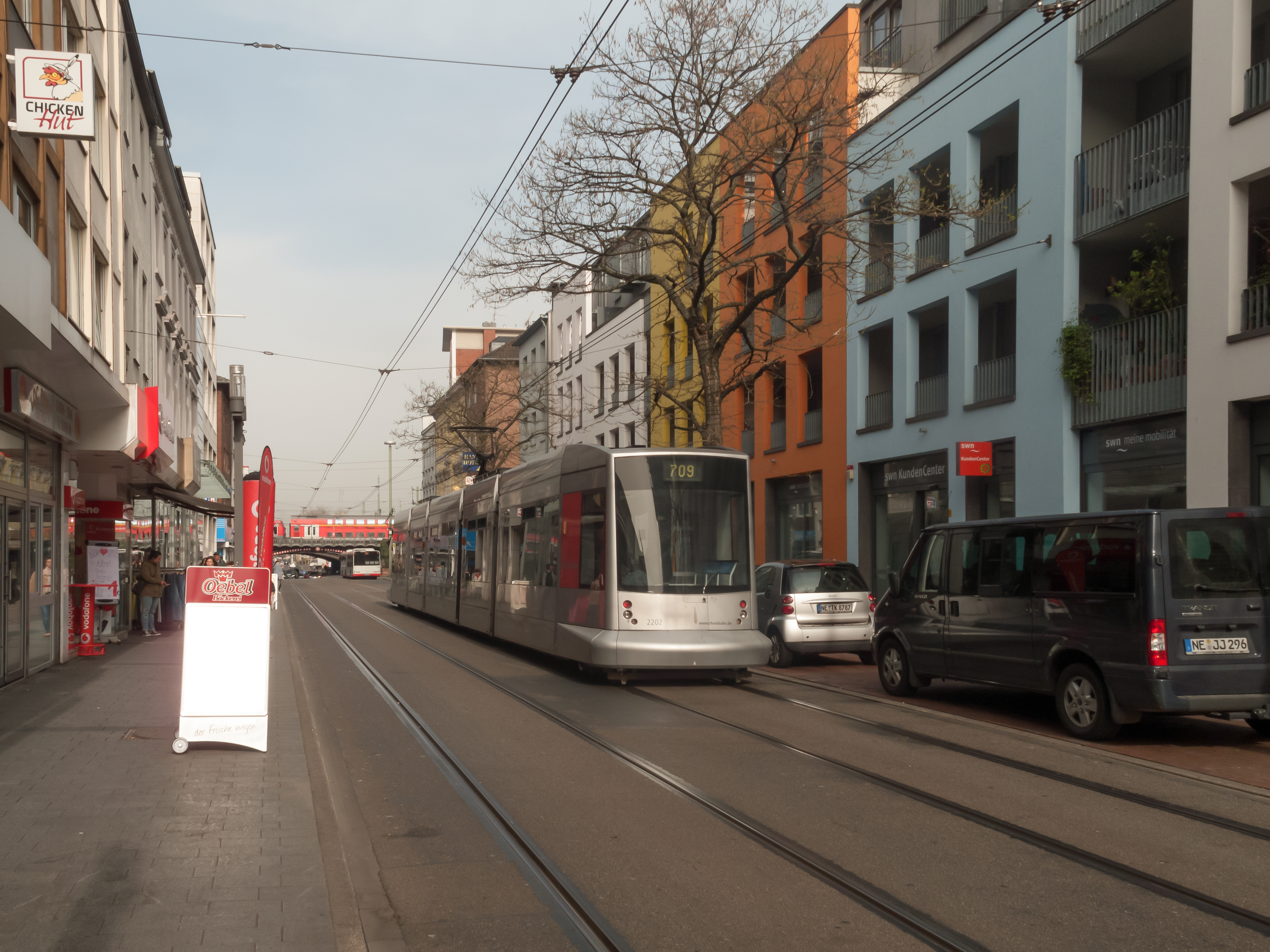
Blick auf die Krefelder Straße

### Regelmäßige Veranstaltungen
- Neusser Bürger-Schützenfest: um den letzten Sonntag im August; an den Umzügen nehmen etwa 7000 Schützen teil
- Frühlingsfest der Kulturen: jährliches Frühlingsfest in der Neusser Innenstadt
- Hansefest: am letzten Septemberwochenende mit Handwerkermarkt und verkaufsoffenem Sonntag in der Innenstadt
- Seit 1982 der „Internationale Neusser Sommernachtslauf“, ein Stadtlauf, bei dem neben Freizeitläufern auch internationale Spitzenläufer starten.
- „Tour de Neuss“, ein Fahrradrennen durch die Innenstadt mit Hobby-, Amateur- und internationalen Profiradrennfahrern
- Neusser Karneval
- Equitana Open Air: im Mai gerader Jahre. Freiluftpferdesportmesse auf der Galopprennbahn
- Neusser Eismärchen: nicht-erwerbsmäßige Show auf dem Eis; seit 1974 werden in der Eissporthalle im Südpark alle zwei Jahre vom Neusser Schlittschuh Klub e. V. Märchen auf dem Eis aufgeführt

### Sonstiges
- Barfußpfad Neuss
- Neusser Alexianer, katholische Ordensgemeinschaft
- Neusser Augustinerinnen, katholische Ordensgemeinschaft
- Jüdische Kulturtage im Rheinland Beteiligung der Stadt am Projekt im März 2007
- Neuss ist Ausrichter der nordrhein-westfälischen Landesgartenschau 2026.

## Sport
Innerhalb der Stadt Neuss befinden sich zahlreiche Sportstätten, hierzu zählen:
- Sporthafen im Stadtteil Grimlinghausen, mit Bootshäusern ansässiger Ruder-, Yacht- und Kanuvereine
- Galopprennbahn am Rand der Innenstadt, erstes Rennen am 30. August 1875
- Rennbahnpark auf dem Innengelände der Galopprennbahn
  - Discgolfparcours mit 18 Körben, inklusive Puttingkorb
  - Skatepark
- Skihalle Neuss im Stadtteil Holzheim mit Kletterwandanlage im Außengelände
- drei Schwimmbäder:
  - Stadtbad in der Innenstadt, Hallenbad mit Wellenanlage
  - Südpark-Bad im Stadtteil Reuschenberg, Freizeitbad mit Außenbecken und „Cabriodach“ mit angeschlossener Saunalandschaft „WellNeuss“
  - Nordpark-Bad im Stadtteil Furth, Freibad mit Schwimmhalle und „Cabriodach“
- weitere Sportmöglichkeiten im Südpark:
  - Eislauf-Mehrzweckhalle, Tennisanlagen, Skateanlage und eine Parkanlage mit Sportplätzen
- Golfplatz in der Hummelbachaue im Stadtteil Norf
- Bezirkssportanlagen in fast allen Stadtteilen, auf denen sich heimische Fußball- und andere Sportvereine regelmäßig treffen

### Vereine
- Turngemeinde Neuss von 1848, der größte Mehrspartenverein im Rhein-Kreis mit Fokus u. a. auf Leichtathletik sowie überregional bekannten Basketball- und Judoabteilungen
- SV 1930 Rosellen e. V., der zweitgrößte Mehrspartenverein im Rhein-Kreis mit Fokus u. a. auf Freizeitsport, Leichtathletik, Fußball und Tennis
- KSK Konkordia Neuss, 1924 gegründeter Mehrspartenverein mit Fokus auf Schwerathletik sowie u. a. überregional erfolgreich im Ringen
- VfR Neuss, 1906 gegründeter Fußballverein
- Neusser EV, 1973 gegründeter Eishockeyverein
- Neusser HV, 1992 gegründeter Handballverein
- Neusser RV, 1914 gegründeter Ruderverein, mit großer Leistungssportabteilung und internationalen Regattateilnahmen
- Neusser SV, 1900 gegründeter Schwimmverein mit Fokus auf modernen Fünfkampf, Fechten, Schießsport und Wasserball, aktiv in der 2. Bundesliga der DMS
- HTC Schwarz-Weiß Neuss, 1928 gegründeter Hockey- und Tennisverein
- TC Blau-Weiss Neuss, 1946 gegründeter Tennisverein, mit zehn Titeln aktueller Bundesliga-Rekordmeister
- TSG Quirinus Neuss, 1986 gegründeter Tanzsportverein
- DLRG Neuss, regionaler Verein mit Schwimmausbildungsangebot sowie Fokus auf Rettungsschwimmen und Katastrophenschutz
- BV Weckhoven 1927 e. V., einer der größten Mehrspartenvereine der Stadt. Hat einen Fokus auf US-Sportarten und stellt sowohl eine American Football-, eine Flag Football- als auch eine Baseballmannschaft. Hier ist auch die größte Inklusionsabteilung der Stadt zu finden.[87]

### Inklusion
2021 bewarb sich die Stadt zusammen mit dem Rhein-Kreis Neuss als Beherbergungsstadt für die Gestaltung eines viertägigen Programms für eine internationale Delegation der Special Olympics World Summer Games 2023 in Berlin. 2022 wurde sie als Gastgeberin für Special Olympics Senegal ausgewählt. Damit wurde sie Teil des größten kommunalen Inklusionsprojekts in der Geschichte der Bundesrepublik mit mehr als 200 Beherbergungsstädten.

## Kulinarische Spezialitäten
Bekannt ist das seit 1861 hergestellte Sauerkraut des Neusser Herstellers Leuchtenberg Sauerkrautfabrik. Daraus ist auch die „Nüsser Kappeswoosch“ entstanden, eine Schweinefleischwurst mit Sauerkraut, die bisher als Grill- und Fleischwurst und auch in Form von Fleischkäse erhältlich ist. Neben weiteren Sauerkrautmarken wie „Neußer Stolz“ waren in Neuss mehrere Altbier-Brauereien beheimatet, die inzwischen in andere große Marken aufgegangen sind.